# Komorowice (Bielsko-Biała)
Komorowice (niem. Batzdorf, Mückendorf) – dzielnica zwyczajowa Bielska-Białej położona w północnej części miasta. Dzieli się na Komorowice Śląskie i Komorowice Krakowskie, granica między nimi przebiega na rzece Białej. W przeszłości były to odrębne wsie, po II wojnie światowej połączone w jedną gromadę, a następnie gminę, którą włączono w skład Bielska-Białej w 1977 (z wyjątkiem południowych peryferii przyłączonych do miasta w dwóch etapach w 1955 i 1969). Współcześnie jest to dzielnica o mieszanej funkcji mieszkalno-przemysłowej. 

## Położenie
Granice obrębów ewidencyjnych tożsamych z granicami dawnych wsi wyznaczają:
- na północy – granica administracyjna Bielska-Białej z Czechowicami-Dziedzicami i Bestwiną
- na zachodzie – granica administracyjna Bielska-Białej z Mazańcowicami
- na wschodzie – linia biegnąca południkowo począwszy od ulicy Obcej przez tereny zalesione i luźno zabudowane na zachód od ulic Macierzanki, 13 Zakrętów i Grenady aż do połączenia z ulicą Barkowską w rejonie domów nr 255 i 257, następnie przecinająca ulicę Hałcnowską i kopiująca przebieg ulicy Architektów do potoku Kromparek – granica z Hałcnowem
- na południu – linia zbliżona do potoku Kromparek wzdłuż alei św. Jana Pawła II (droga ekspresowa S1), ulica Chałubińskiego, ulica Czerwona, zachodnia granica Rodzinnych Ogródków Działkowych „Porzeczka” i linia przecinająca zakłady Bispol aż do rzeki Krzywej, następnie rzeka Krzywa, ulica Konwaliowa i nieregularna linia na zachód od ulicy Komorowickiej biegnąca w kierunku rzeki Białej, rzeka Biała, nieregularna linia przecinająca zakłady Fiata do ulicy Węglowej, następnie ulica Węglowa, Orna i Żołnierska, a później nieregularna linia na północ od zabudowań ulicy Ziołowej – granica z obrębami ewidencyjnymi Lipnik, Dolne Przedmieście 0016, 0017 i 0018 oraz Stare Bielsko

Komorowice Śląskie od Komorowic Krakowskich oddziela rzeka Biała. 

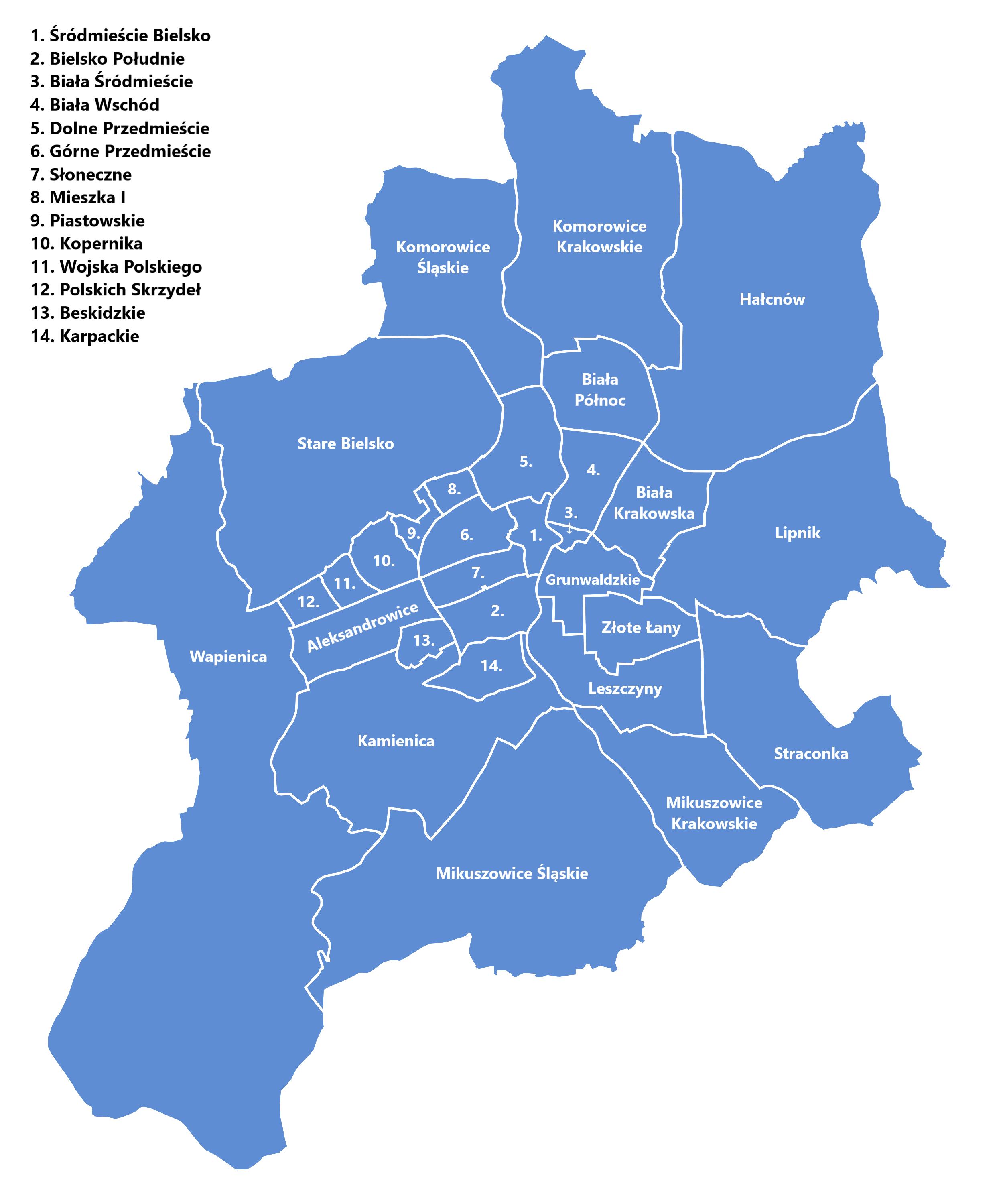
Podział Bielska-Białej na „osiedla” z zaznaczonymi Komorowicami Krakowskimi i Śląskimi, a także Białą Północ

Zgodnie z obowiązującym od 2002 podziałem na osiedla (jednostki pomocnicze gminy) Komorowice Krakowskie i Komorowice Śląskie wchodzą w skład dwóch osiedli o takich samych nazwach, których granica północna, wschodnia (z drobnymi odchyleniami na poziomie pojedynczych parcel) oraz zachodnia są identyczne jak w przypadku obrębów ewidencyjnych. Są one także wzajemnie rozdzielone rzeką Białą. Różni się natomiast przebieg granicy południowej, w przypadku osiedli wyznaczany: aleją Bohaterów Monte Cassino i ulicą Warszawską (granica ze Starym Bielskiem), ulicą Kwiatkowskiego (granica z Dolnym Przedmieściem), a także ulicą Ceramiczną, Cegielnianą, linią pomiędzy ulicami Wajdeloty i Przeciętną oraz ulicą Niepodległości (granica z osiedlem Biała Północ, które zostało wyodrębnione z południowej części historycznych Komorowic Krakowskich, tzw. Obszarów/Zabawy/Osiedla Rosta).
Pod względem fizycznogeograficznym Komorowice znajdują się na Pogórzu Śląskim, które jest częścią Pogórza Zachodniobeskidzkiego. Obszar dzielnicy wchodzi w skład Działu Bielskiego (część lewobrzeżna) i Działu Pisarzowickiego (część prawobrzeżna) – mikroregionów Pogórza Śląskiego.
Pod względem podziału historyczno-kulturowego, lewobrzeżna część Komorowic zaliczana jest do Śląska (Cieszyńskiego), a prawobrzeżna do Małopolski.

## Środowisko naturalne

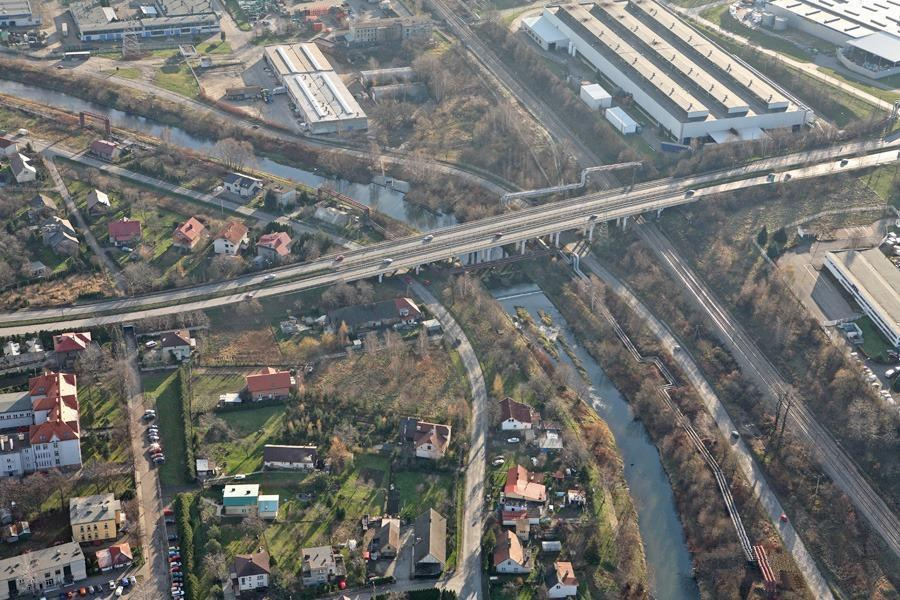
Silnie przekształcony krajobraz centralnej części Komorowic

Komorowice są dzielnicą silnie zurbanizowaną i uprzemysłowioną, stąd na dużym ich obszarze brak terenów cennych przyrodniczo. Tradycyjny krajobraz rolniczo-leśny, typowy dla Pogórza Śląskiego, ze zróżnicowaną szatą roślinną stosunkowo najlepiej zachował się w północno-wschodniej części Komorowic Krakowskich – na Barku (338 m n.p.m.) i przyległych wzgórzach.
Dominują gleby pseudobielicowe powstałe na podłożu pyłów lessowatych ilastych pochodzących z okresu ostatniego zlodowacenia, przy czym w Komorowicach Krakowskich przeważają te zaliczane do kompleksu pszennego dobrego, a w Śląskich te zaliczane do kompleksu pszennego górskiego.

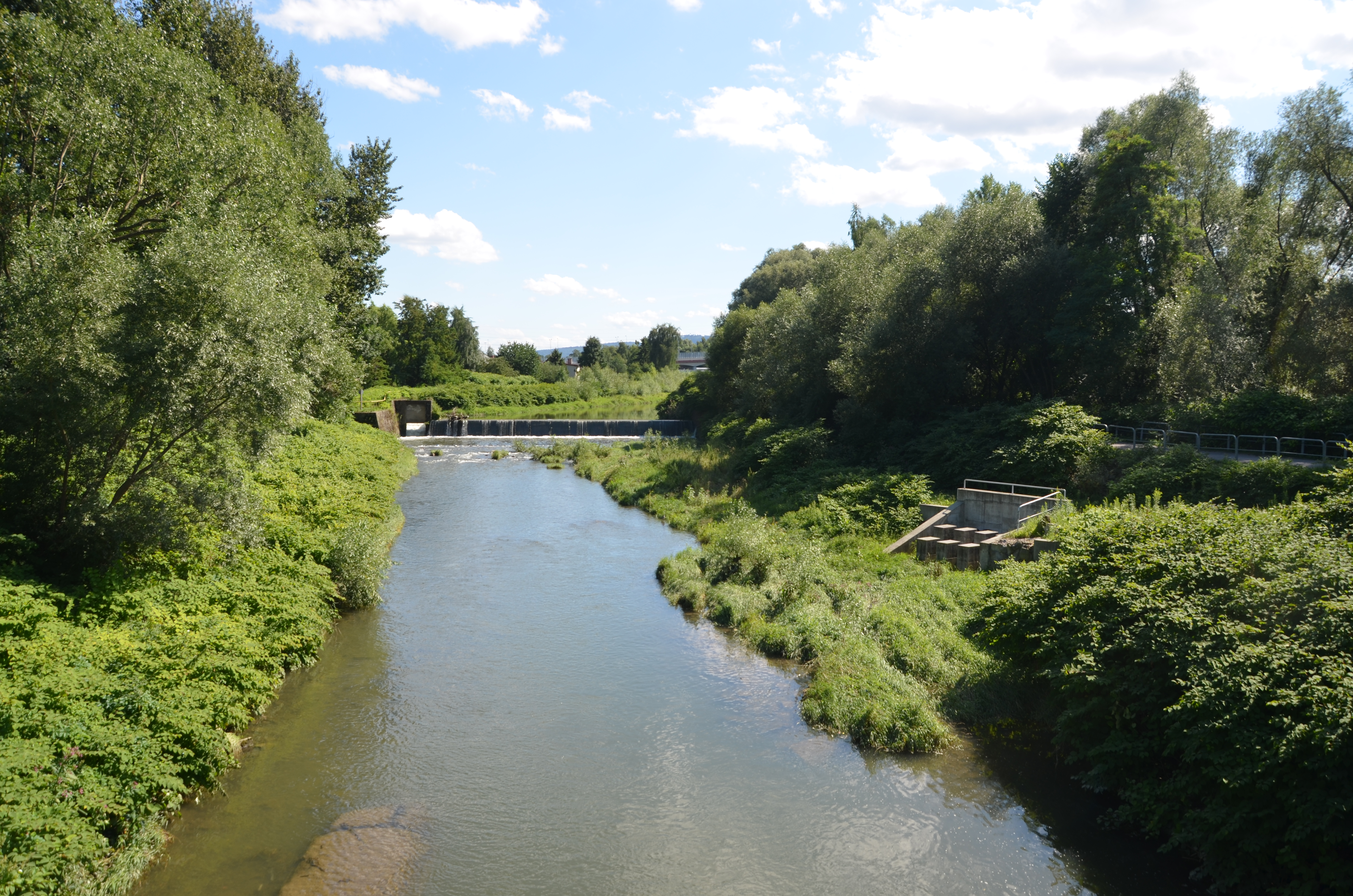
Biała w Komorowicach

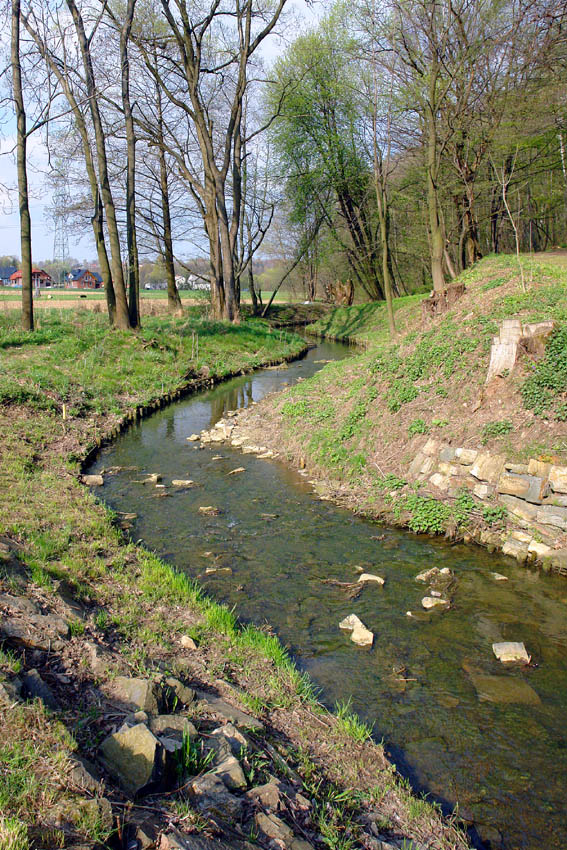
Kromparek

W układzie południkowym przez dzielnicę przepływa rzeka Biała. Jej prawymi dopływami są Krzywa (płynąca z Lipnika) i Kromparek (biorący źródło w lasku na historycznym pograniczu Komorowic, Hałcnowa i Lipnika). Do lewych dopływów należy częściowo skanalizowany Potok Zajazdowy (wypływający z zespołu przyrodniczo-krajobrazowego „Sarni Stok”) oraz Świerkówka wyznaczająca granicę z Czechowicami i Mazańcowicami. 
Na północnych peryferiach Komorowic Krakowskich znajduje się duże skupisków stawów – Stawy Komorowickie – otoczonych roślinnością szuwarową. W granicach administracyjnych miasta leży dwanaście zbiorników, które stanowią część o wiele większego kompleksu, rozciągającego się dalej na północ w obrębie gminy Bestwina (Stawy Bestwińskie). Występują w nich chronione gatunki roślin, takie jak pływacz zwyczajny, jaskier wodny oraz rzadko spotykana salwinia pływająca. To również miejsce rozrodu płazów (żaby, ropuchy, traszki, kumaki, grzebiuszki, rzekotki) oraz ważna ostoja ptaków wodno‑błotnych. Zaobserwowano ich tu 55 gatunków, w tym czternaście lęgowych. Spośród gatunków zagrożonych występują: bączek, cyranka, głowienka, krakwa, krwawodziób, płaskonos, potrzos, ślepowron, trzcinniczek i zimorodek. Stawy Komorowickie znajdują się na wysokości 268 m n.p.m., co czyni z nich najniżej położony punkt Bielska-Białej.
Mniejsze zgrupowania stawów znajdują się również wzdłuż potoku Kromparek w rejonie ulicy Krompareckiej (Stawy Nyczowe) oraz Barkowskiej i Odrowąża (Stawy Barkowskie). Na groblach otaczających Nyczowe Stawy stwierdzono największe w mieście stanowisko skrzypu olbrzymiego. W sąsiedztwie rozciągają się łąki porośnięte w dużej ilości storczykami (m.in. kukułka szerokolistna). Po stronie śląskiej skupisko kilkunastu stawów ciągnie się nad potokiem Świerkówka.
W opracowaniach poświęconych ochronie przyrody pojawiają się od pierwszej dekady XXI wieku propozycje utworzenia w północno-wschodniej części Komorowic różnych form obszarów chronionych: użytków ekologicznych „Stawy Komorowickie”, „Nyczowe Stawy” oraz „Storczykowe Łąki”; rezerwatu przyrody „Nad Kromparkiem” obejmującego las (grąd subkontynentalny) wokół meandrującego odcinka potoku; a także zespołów przyrodniczo-krajobrazowych „Dolina Białej” (miałby obejmować szerszą okolicę Stawów Komorowickich z odcinkiem naturalnego koryta rzeki Białej) oraz „Bark” (miałby obejmować rozległy obszar między Komorowicami a Hałcnowem). Żaden z tych postulatów nie został jednak dotąd (2024) zrealizowany.
Status pomnika przyrody ma na terenie Komorowic dziesięć drzew: pięć buków (cztery w skupisku nad stawami koło nieruchomości przy ulicy Barkowskiej 133 i jeden przy ulicy Barkowskiej 180), cztery graby (w skupisku w lesie nad Kromparkiem) i jedna lipa drobnolistna (przy ulicy Za Kuźnią 135).

## Historia
W średniowieczu na obszarze dzisiejszych Komorowic powstały dwie wsie, z których obie rozciągały się zarówno po zachodniej, jak i wschodniej stronie rzeki Białej: położone bardziej na północ Komorowice (po niemiecku Mückendorf, nazwa ma związek z komarami, aczkolwiek przy okazji pierwszej wzmianki pojawia się też forma Muthindorf) oraz położone bardziej na południu Biertułtowice (nazwa wywodząca się od imienia prawdopodobnego zasadźcy Bertolda, w zapisach XIV-wiecznych notowana jako villa Bertholdi, później zniekształcona w języku niemieckim na Batzdorf). Pierwsze wzmianki o obu pochodzą z dokumentu Liber fundationis episcopatus Vratislaviensis spisanego w pierwszej dekadzie XIV wieku. Powstanie miejscowości związane było z wielką akcją kolonizacyjną na prawie niemieckim prowadzoną przez pierwszego księcia cieszyńskiego Mieszka.
W 1315 wyodrębnione zostało z cieszyńskiego księstwo oświęcimskie. Granica pomiędzy nimi wyznaczona została na Białej, co spowodowało podział zarówno Komorowic, jak i Biertułtowic na dwie części. Mimo że rzeka ta była również granicą pomiędzy diecezją wrocławską a krakowską, obie wioski były początkowo częścią diecezji wrocławskiej, ale najpóźniej od trzeciej dekady XIV wieku (wspomina o tym spis dziesięcin z 1326) stanowiły już jedną parafię – z siedzibą w Biertułtowicach – przynależną do diecezji krakowskiej i w niej się znajdującą przez kolejne stulecia. W lutym 1327 książę cieszyński i oświęcimski złożyli hołd lenny królowi czeskiemu Janowi Luksemburskiemu, co związało losy miejscowości z dziejami państwowości czeskiej. W 1457 księstwo oświęcimskie zostało sprzedane polskiemu królowi Kazimierzowi IV Jagiellończykowi, a w 1564 inkorporowane do Korony Królestwa Polskiego. W ten sposób rzeka Biała stała się granicą państwową, umacniając podział pierwotnie dwóch wsi na cztery – dwie lewobrzeżne i dwie prawobrzeżne. 
Początkowo Komorowice i Biertułtowice były własnością książęcą, ale już na początku XV wieku stanowiły własność prywatną i odtąd często zmieniały właścicieli. Do dłużej panujących rodzin należeli Czelowie, posiadający Komorowice od około 1440 do trzeciej lub czwartej dekady XVI wieku. Lewobrzeżna część Biertułtowic wróciła po pewnym czasie do książąt cieszyńskich, a w urbarzu z 1571 powstałym po wydzieleniu bielskiego państwa stanowego jest wymieniona jako przynależna do tamtejszych książęcych dóbr zamkowych.
W okresie reformacji upowszechnił się wśród miejscowej ludności luteranizm. Kościół w Biertułtowicach przekształcono w zbór luterański, ale w 1608 przejęli go ponownie katolicy. Pewne wpływy w okolicy miał też kalwinizm, którego przedstawicielem był XVI-wieczny właściciel prawobrzeżnych Biertułtowic, Stanisław Myszkowski. Działania rekatolicyzacyjne podjęte w XVII wieku z wyraźnymi oporami, ale stopniowo doprowadziły do odwrócenia stosunków wyznaniowych w prawobrzeżnej (polskiej, a później galicyjskiej) części omawianych miejscowości, gdzie w wieku XIX mieszkał już tylko znikomy odsetek protestantów. Jeśli chodzi o część lewobrzeżną (śląską), wsią o przewadze luteranów pozostawały Biertułtowice, pełnej rekatolicyzacji uległy natomiast rządzone przez katolickich właścicieli (od 1654) Komorowice. 

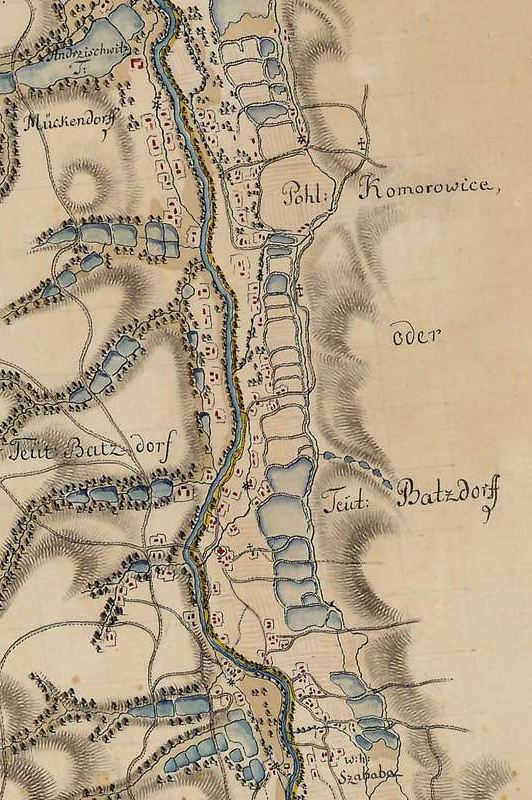
Mapa wojskowa wydana w 1763: prawobrzeżna część określona pod wspólnym mianem Pohl[nisch] Komorowice oder Teüt[sch] Batzdorf, na lewym brzegu wymienione osobno Mückendorf oraz Teüt[sch] Batzdorf. Na dole mapy folwark Szababa (= Zabawa).

Około połowy XVII wieku rozpoczyna się proces zrastania prawobrzeżnych Komorowic i Biertułtowic oraz stopniowego przenikania się ich nazw. Miało to związek z posiadaniem przez obie miejscowości wspólnych właścicieli. Po raz pierwszy Biertułtowice zostały nazwane Komorowicami w sprawozdaniu z wizytacji parafii w 1647, a w drugiej połowie stulecia pierwotnej nazwy używano coraz rzadziej. W podobnym sprawozdaniu z 1732 pojawia się ona (w formie Berałtowice alias Bertułowice) wraz z adnotacją, że ad praesens (od teraz) parafia nosi nazwę Komorowice, aczkolwiek w innych dokumentach i kontekstach zdarza się jej występować nawet jeszcze w początkach XIX wieku. Na austriackich mapach wojskowych z drugiej połowy XVIII wieku, jak też mapie Johanna Wolfganga Wielanda z 1736, Komorowice oznaczone są jako polska nazwa synonimiczna do niemieckiej Batzdorf (też w formie Patzdorf). Równolegle nazwa Batzdorf była cały czas używana i utrwaliła się dla określenia lewobrzeżnej części historycznych Biertułtowic. Z kolei lewobrzeżna część Komorowic zaczęła być coraz silniej związana z Czechowicami, wraz z którymi stanowiła eksklawę księstwa cieszyńskiego (w przeciwieństwie do Batzdorfu wchodzącego w skład państwa bielskiego). W 1706 stała się własnością Kotulińskich, a po nich kolejnych właścicieli dóbr czechowickich. W 1779 po raz pierwszy została określona w źródłach jako Komorowice Czechowskie (Czechowickie). W 1593 pojawia się pierwsza wzmianka o wydzielonym z obszaru prawobrzeżnych Biertułtowic, w ich północnej części, Gruncie Barkowskim (Barku) o wielkości czterech łanów obejmującym m.in. dwór i zabudowania gospodarcze panów feudalnych. Jego nazwa wywodzi się od niemieckiego Berg (góra, w miejscowym dialekcie Barg), ponieważ był teren położony na zboczu wyrażnego wzgórza. W źródłach XVIII-wiecznych pojawia się ponadto określenie Zabawa dla południowej części prawobrzeżnych Biertułtowic wokół folwarku o takiej nazwie – to teren dzisiejszej dzielnicy Obszary/Zabawa.
W konsekwencji I rozbioru Polski (1772) obie strony rzeki Białej zostały ponownie zjednoczone w ramach jednego organizmu państwowego – Monarchii Habsburgów. Należały jednak do dwóch różnych jednostek administracyjnych: część lewobrzeżna do Śląska Austriackiego, a część prawobrzeżna do Królestwa Galicji i Lodomerii. W latach 1849/1850 przeprowadzona została kompleksowa reforma administracyjna, zastępującą dawne struktury feudalne nowoczesnym podziałem terytorialnym. Powstały na przeciwległych brzegach Białej dwie gminy polityczne noszące po polsku nazwę Komorowice, a po niemiecku Batzdorf, należące odpowiednio do powiatu bielskiego i bialskiego. W przypadku galicyjskiej gminy Komorowice, dzieliła się ona terytorialnie na właściwe Komorowice (złożone z dwóch bezpośrednio niepołączonych części na południu i północy) oraz Bark. Odrębność Barku zniesiona została dopiero w 1919. W skład śląskich Komorowic nie weszły Komorowice Czechowickie, które włączono do Czechowic. Późniejsze przemiany zatarły całkowicie odrębność tego obszaru, zarówno w topografii, jak i w nazewnictwie – współcześnie teren dawnych Komorowic w granicach miasta  Czechowice-Dziedzice znany jest jako Podlarysz oraz Kamionka.
Powstałe na terenie dzisiejszych Komorowic miejscowości w średniowieczu zasiedlone było przede wszystkim kolonistami niemieckimi. Z czasem jednak następował proces polonizacji, zwłaszcza na prawym brzegu Białej oraz w Komorowicach Czechowickich. Miejscowością, która zachowała duży udział ludności niemieckojęzycznej do czasów nowoczesnych, wliczając się tym samym do skonceptualizowanej w XX wieku bielsko-bialskiej wyspy językowej, były dzisiejsze Komorowice Śląskie. Wpływ na to miały silne związki z miastem Bielskiem oraz znaczący odsetek ewangelików, którzy w XVII i XVIII wieku nie ulegli rekatolicyzacji. W spisie powszechnym z 1900 w Komorowicach galicyjskich 95,5% mieszkańców zadeklarowało posługiwanie się językiem polskim jako językiem kontaktów domowych (Umgangssprache), podczas gdy w Komorowicach śląskich język polski deklarowało 49,8%, a język niemiecki 48,9%. W niektórych XIX-wiecznych źródłach, również oficjalnych, pojawia się określenie pierwszej miejscowości jako Komorowice Polskie, a drugiej jako Komorowice Niemieckie. Pod względem wyznaniowym w świetle wspomnianego spisu z 1900 Komorowice galicyjskie były wsią zdecydowanie katolicką (97,2%), Komorowice śląskie natomiast mieszaną – 51,7% katolików i 47,3% ewangelików. Żydzi stanowili niewielką mniejszość – 73 osoby (2,7%) w Komorowicach galicyjskich oraz pięć osób (poniżej 1%) w śląskich. Łącznie prawobrzeżna gmina liczyła wówczas 2737 mieszkańców (z tego 465 w Barku) zamieszkujących 231 budynków (41 w Barku), a lewobrzeżna – 526 mieszkańców zamieszkujących 52 budynki. Do roku 1910 liczba ludności wzrosła do 3534 w Komorowicach galicyjskich i 655 w Komorowicach śląskich. 

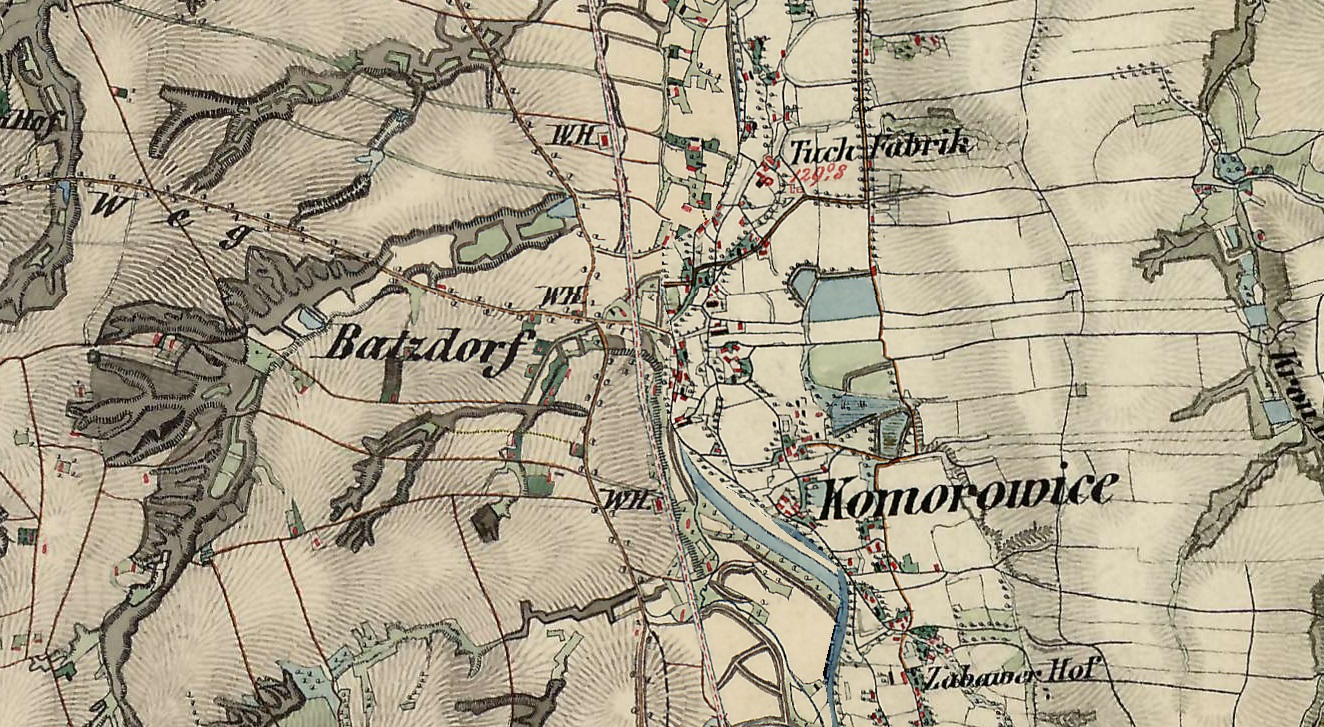
Komorowice w połowie XIX wieku (po 1855). Galicyjska strona oznaczona polską nazwą Komorowice, śląska – niemiecką Batzdorf. Zaznaczona została linia kolejowa, a także fabryka włókiennicza w Komorowicach galicyjskich.

Sąsiedztwo dynamicznie się rozwijającego bielsko-bialskiego ośrodka przemysłowego oddziaływało w XIX wieku również na Komorowice. W 1846 w zaadaptowanych zabudowaniach młyna w śląskich Komorowicach założona została przez Carla Samuela Bathelta przędzalnia sukna. W podobnym czasie po drugiej stronie rzeki powstał fabryka sukna i kaszmiru Georga Kukutscha, która po 1879 stała się filią zakładów Strzygowskiego w Leszczynach (istniała do 1905). Ważnym punktem na mapie gospodarczej były dwór i cegielnia Emanuela Rosta w południowej części Komorowic galicyjskich, niedaleko folwarku Zabawa. Ponadto Komorowice stawały się, podobnie jak inne okoliczne wsi, zapleczem dla robotników dochodzących do pracy w Bielsku i Białej. Rosła liczba miejscowych chłoporobotników. W 1855 wybudowano linię kolejową Dziedzice – Bielsko, odnogę Kolei Północnej przecinającą Komorowice. Przystanek kolejowy we wsi otwarto jednak dopiero w 1909. W latach 1904–1905 dokonano pierwszy raz regulacji rzeki Białej na odcinku komorowickim (ponownie szeroko zakrojone prace w tej materii podjęto po powodzi z maja 1940, która uszkodziła konstrukcje z początku wieku).
Po I wojnie światowej obie miejscowości (w obiegu urzędowym nazywane identycznie, bez przymiotników) przypadły Polsce. Część prawobrzeżna (dawniej galicyjska) weszła w skład województwa krakowskiego, a część lewobrzeżna – autonomicznego województwa śląskiego. W województwie krakowskim przeprowadzono w 1934 reformę, na mocy której Komorowice utraciły samodzielność administracyjną i stały się częścią gminy zbiorowej Biała. Po stronie śląskiej analogicznej reformy – mimo planów (gmina zbiorowa z siedzibą w Komorowicach miała obejmować także Stare Bielsko i Mazańcowice) – nie zdołano zrealizować przed wybuchem II wojny światowej. Według spisu powszechnego z 1931 w śląskich Komorowicach mieszkało 1017 osób, a w krakowskich – 5029. Wykazał on też (jakkolwiek historycy wskazują na wątpliwości co do rzetelności jego przeprowadzenia) wzrost odsetka ludności polskiej, która miała teraz stanowić wyraźną większość (80,1%) również w Komorowicach śląskich. Tak jak i w innych okolicznych miejscowościach, polsko-niemieckie konflikty na tle narodowościowym mocno wpływały na lokalne życie polityczne i społeczne przez cały okres międzywojenny.

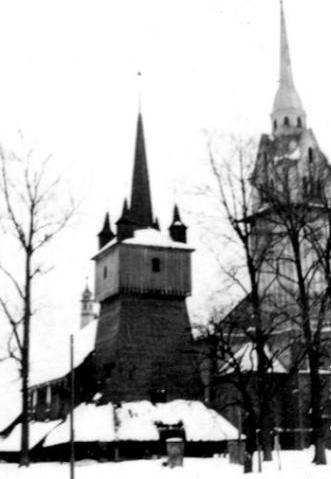
Stary i nowy kościół w Komorowicach w latach 30. XX wieku

Na mocy ustawy o reformie rolnej z 1920 dokonano parcelacji wielkich majątków komorowickich, po stronie krakowskiej przede wszystkim Barku należącego do Karola Stefana Habsburga (107 ha), a po stronie śląskiej gruntów rodziny Mecke (34 ha), na których powstało później osiedle domków jednorodzinnych zwane Kolonią Mekkiego. W 1922 przystąpiono do budowy nowej świątyni katolickiej według projektu przygotowanego jeszcze w pierwszej dekadzie XX wieku przez Emanuela Rosta juniora. Pierwsze nabożeństwo odbyło się w niej jesienią 1929. Stary drewniany kościół z XVI wieku planowano przenieść do Woli Justowskiej koło Krakowa, gdzie miał stać się częścią przyszłego skansenu. Zamierzenie to w praktyce zrealizowano dopiero w latach 1948–1951. W sąsiedztwie kościoła powstał w 1932 dom zakonny sióstr elżbietanek, w którym prowadzona była również ochronka dla dzieci, ambulatoryjna pomoc medyczna, a w okresie wakacyjnym ośrodek wypoczynkowy. Po 1945 obiekt ten funkcjonował jako szpital przeciwgruźliczy, a w latach 80. XX wieku został zaadaptowany na dom opieki dla przewlekle chorych. Inne duże inwestycje okresu międzywojennego to nowe gmachy szkolne – zarówno w Komorowicach śląskich (1934–1936), jak i krakowskich (ukończony do września 1939 w stanie surowym, wykończony i otwarty w 1948).
W okresie II wojny światowej Komorowice zostały przyłączone bezpośrednio do Rzeszy Niemieckiej, wchodząc w skład powiatu bielskiego (Landkreis Bielitz) w ramach rejencji katowickiej. Część lewobrzeżna utworzyła wraz z Mazańcowicami okręg urzędowy (Amtsbezirk) Batzdorf-West, a część prawobrzeżna wraz z Bestwiną i Janowicami okręg urzędowy (Amtsbezirk) Batzdorf-Ost. Według danych z października 1943 we wschodniej części Komorowic (samej wsi, nie całym okręgu) mieszkało 3487 osób, a w zachodniej – 972. Nie są znane szczegółowe dane odnośnie przynależności miejscowej ludności do poszczególnych kategorii Deutsche Volksliste, natomiast policyjny spis ludności z grudnia 1939 wskazywał na wyraźną przewagę Polaków w obu częściach wsi. W kwietniu 1942 podjęto decyzję o włączeniu Komorowic w skład miasta Bielska (obejmującego wówczas również Białą), po wojnie uznano ją jednak za niebyłą. Armia Czerwona wkroczyła do Komorowic w dniu 8 lutego 1945. W konsekwencji radzieckiego ostrzału artyleryjskiego około 70 domów mieszkalnych w obu częściach wsi zostało zniszczonych, a kolejnych 300 uszkodzonych.
Po zakończeniu wojny i przywróceniu administracji polskiej Komorowice prawobrzeżne ponownie stały się częścią gminy Biała, lewobrzeżne natomiast włączono od grudnia 1945 w skład nowo utworzonej gminy Stare Bielsko. Taki stan rzeczy utrzymał się do roku 1954, gdy w konsekwencji kolejnej reformy administracyjnej utworzono gromadę Komorowice, po raz pierwszy obejmującą w ramach jednej jednostki administracyjnej obie wsie (od momentu połączenia Bielska-Białej w 1951 znajdowały się one w jednym województwie – katowickim; i powiecie – bielskim). Gromada liczyła 6825 mieszkańców i miała 15,36 km² powierzchni. W maju 1955 dokonano zmiany granic między Komorowicami a Bielskiem-Białą – do miasta włączono obszar położony na południe od ulicy Czerwonej, a także południowe peryferia po stronie śląskiej. Kolejna zmiana granic nastąpiła od 1 stycznia 1969, gdy częścią Bielska-Białej stał się rejon wokół ulicy Cegielnianej aż po dwór Rosta (116,41 ha z 1826 mieszkańcami), Komorowice natomiast zyskały zamiast tego pewne tereny kosztem Starego Bielska (96 ha z 233 mieszkańcami). Na mocy kolejnej reformy, która weszła w życie w 1973, zlikwidowano gromady i utworzono gminę Komorowice, która objęła również sąsiedni Hałcnów. Z dniem 1 stycznia 1977 cały jej obszar został włączony w granice Bielska-Białej.

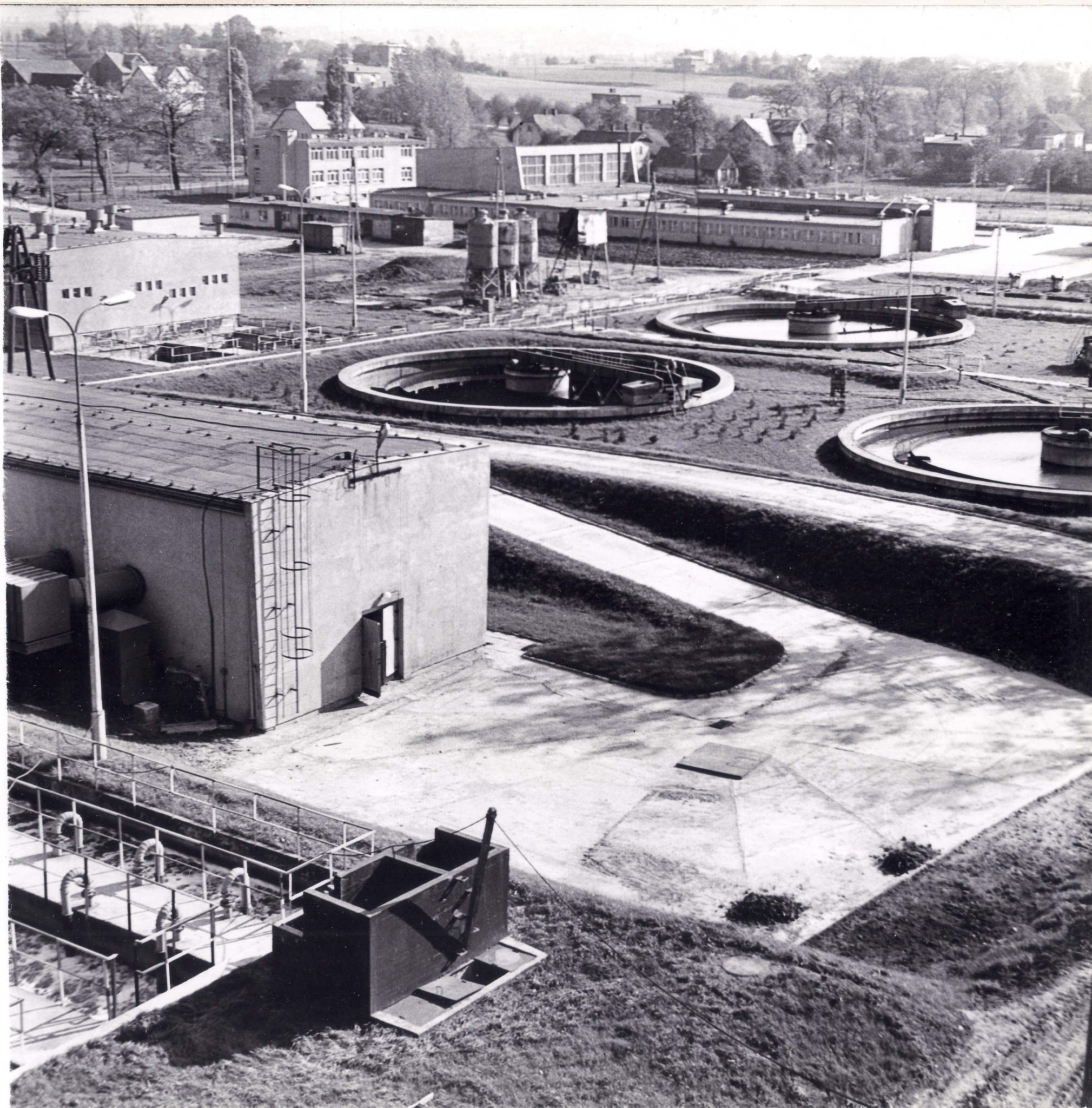
Oczyszczalnia ścieków w Komorowicach w latach 70. XX wieku

W 1972 powołano do życia Fabrykę Samochodów Małolitrażowych (FSM) i przystąpiono do budowy nowego kombinatu przemysłowego rozlokowanego na pograniczu Bielska-Białej w ówczesnych granicach oraz Komorowic. Jego powstanie spowodowało całkowite przekształcenie krajobrazu południowo-zachodniej części wsi, a następnie dzielnicy. Strefa przemysłowa zaczęła się rozwijać również na północy Komorowic, gdzie w 1972 otwarto nowe hale Fabryki Maszyn Elektrycznych „Indukta”, a 1976 nową siedzibę Zakładów Przemysłu Wełnianego im. Józefa Magi „Bielska Dzianina” (wcześniej „Lantex”). W latach 1966–1977 trwała budowa miejskiej oczyszczalni ścieków przy ulicy Bestwińskiej. Już w 1973 jedynie 10% komorowiczan utrzymywało się z rolnictwa, większość natomiast pracowała w miejscowym oraz bielsko-bialskim i czechowicko-dziedzickim przemyśle. W efekcie transformacji ustrojowej po 1989 zakłady uległy licznym przekształceniom (m.in. FSM został przejęty przez Fiata jako Fiat Auto Poland, zlikwidowano „Bielską Dzianinę”, „Indukta” dokonała fuzji z cieszyńską „Celmą”), ale przemysłowy charakter północnej i południowo-zachodniej części Komorowic został zachowany, a nawet umocniony. W 2000 utworzono obszar Katowickiej Specjalnej Strefy Ekonomicznej na terenie dawnego FSM, a w 2005 kolejny w rejonie ulicy Bestwińskiej.
W latach 1973–1974 wybudowano w czynie społecznym nową drogę łączącą Komorowice z Hałcnowem – dzisiejszą ulicę Hałcnowską. W 1981 oddano do użytku (z kilkuletnim opóźnieniem względem pierwotnych planów) poprowadzoną przez Komorowice północną obwodnicę Bielska-Białej – ulice Niepodległości i Bohaterów Monte Cassino. Na jej przecięciu z nową drogą wylotową w kierunku Katowic (obecnie ulica Warszawska) powstał pierwszy w mieście bezkolizyjny węzeł drogowy w formie „koniczynki”. W dwóch etapach w latach 2003–2006 (Bohaterów Monte Cassino) i 2008–2011 (Niepodległości) przebudowano ją do parametrów drogi ekspresowej, tworząc jednocześnie nowy odcinek w postaci alei św. Jana Pawła II (obwodnica północno-wschodnia) wraz z węzłem Rosta.

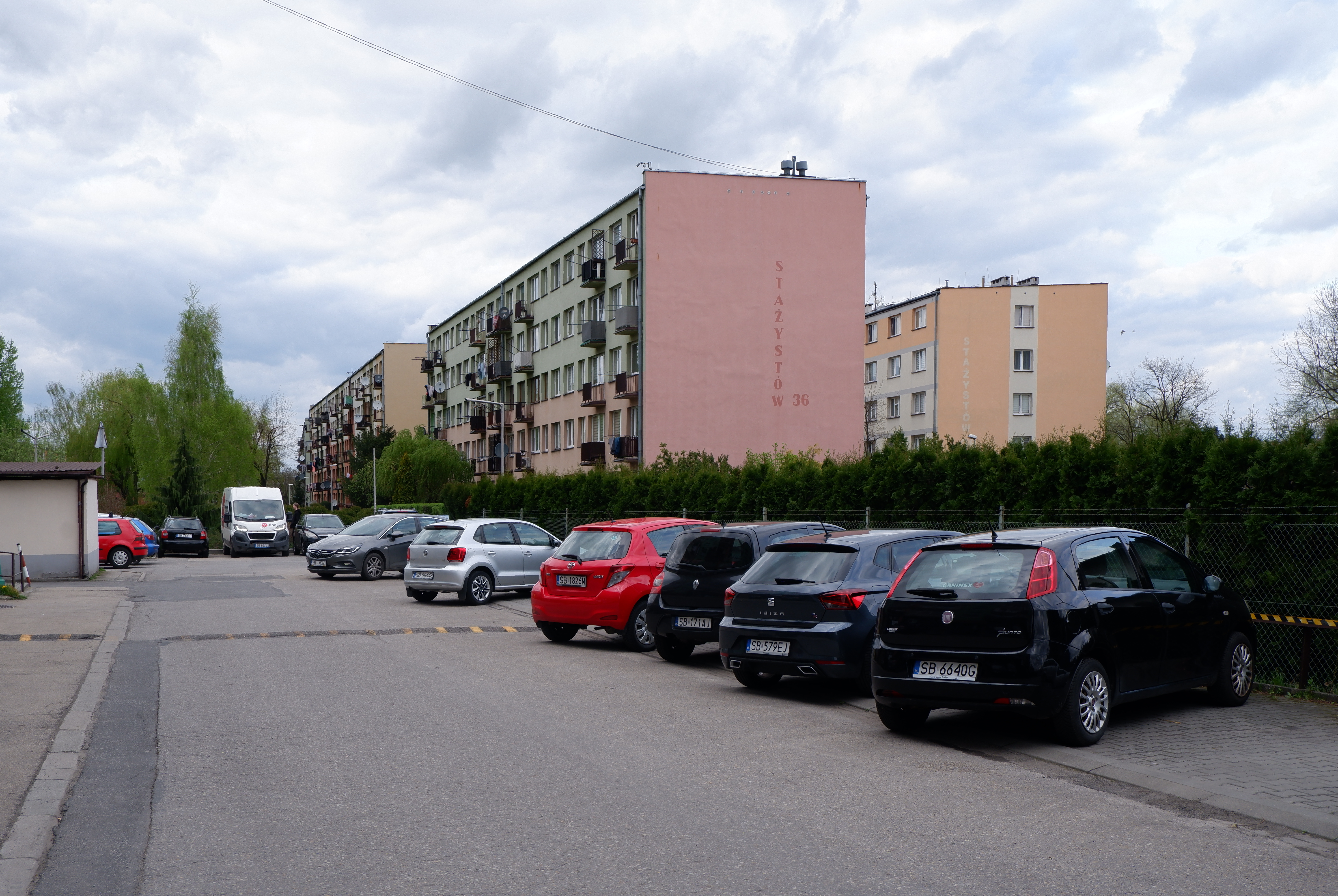
Osiedle Komorowickie (2024)

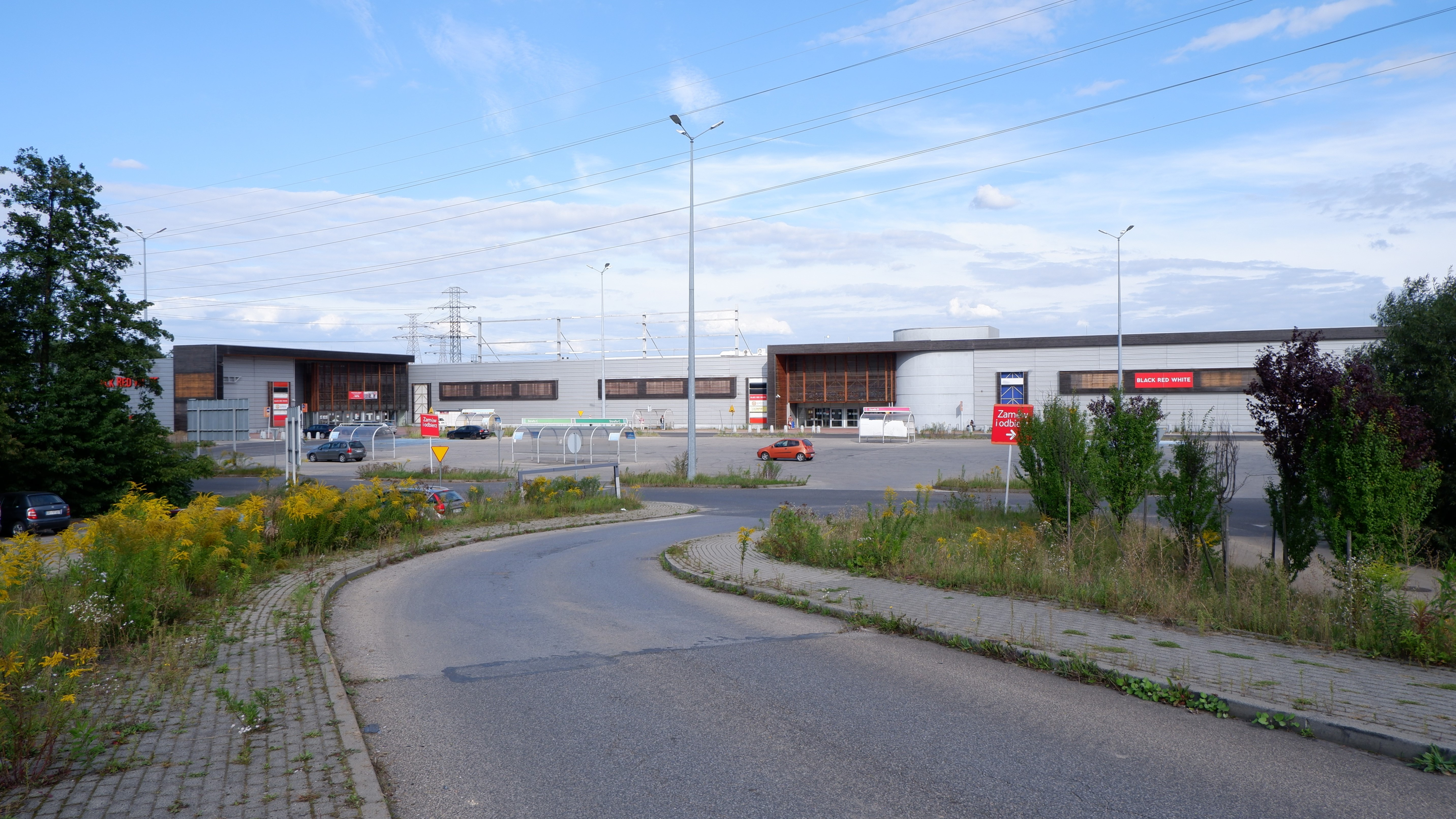
Dawny hipermarket Tesco po zamknięciu (2022)

W okresie PRL zaczęło się w Komorowicach intensywnie rozwijać budownictwo jednorodzinne. Przykładowo w latach 70. rocznie wydawano przeciętnie 35 pozwoleń na budowę. Z myślą o pracownikach FSM wybudowano w latach 80. wielkopłytowe osiedle mieszkaniowe w centrum Komorowic Krakowskich (Osiedle Komorowickie) składające się z kilkunastu pięciokondygnacyjnych bloków. Włączenie w granice administracyjne miasta przypieczętowało proces przekształcania się wsi w dzielnicę w typowe przedmieście. Od końca XX wieku znaczącym kierunkiem rozwoju przestrzennego stał się Bark (okolica ulic Barkowskiej, Kaletniczej, Dragonów), gdzie oprócz licznych domów jednorodzinnych powstały nowe kompleksy budynków szeregowych i małych bloków. W 2002 w sąsiedztwie węzła drogowego otwarto jedne z pierwszych w mieście hipermarkety, Tesco (istniał do 2020) i Castorama.
W 2002 wszedł w życie podział Bielska-Białej na jednostki pomocnicze gminy nazwane osiedlami. Większość historycznych Komorowic weszła w skład osiedli Komorowice Krakowskie i Komorowice Śląskie, z wyjątkiem części południowej (Obszary), gdzie utworzono osiedle Biała Północ. W 2017 w tak rozumianych Komorowicach Śląskich mieszkało 5350 osób, a w Komorowicach Krakowskich – 5281.

## Zabytki i obiekty historyczne

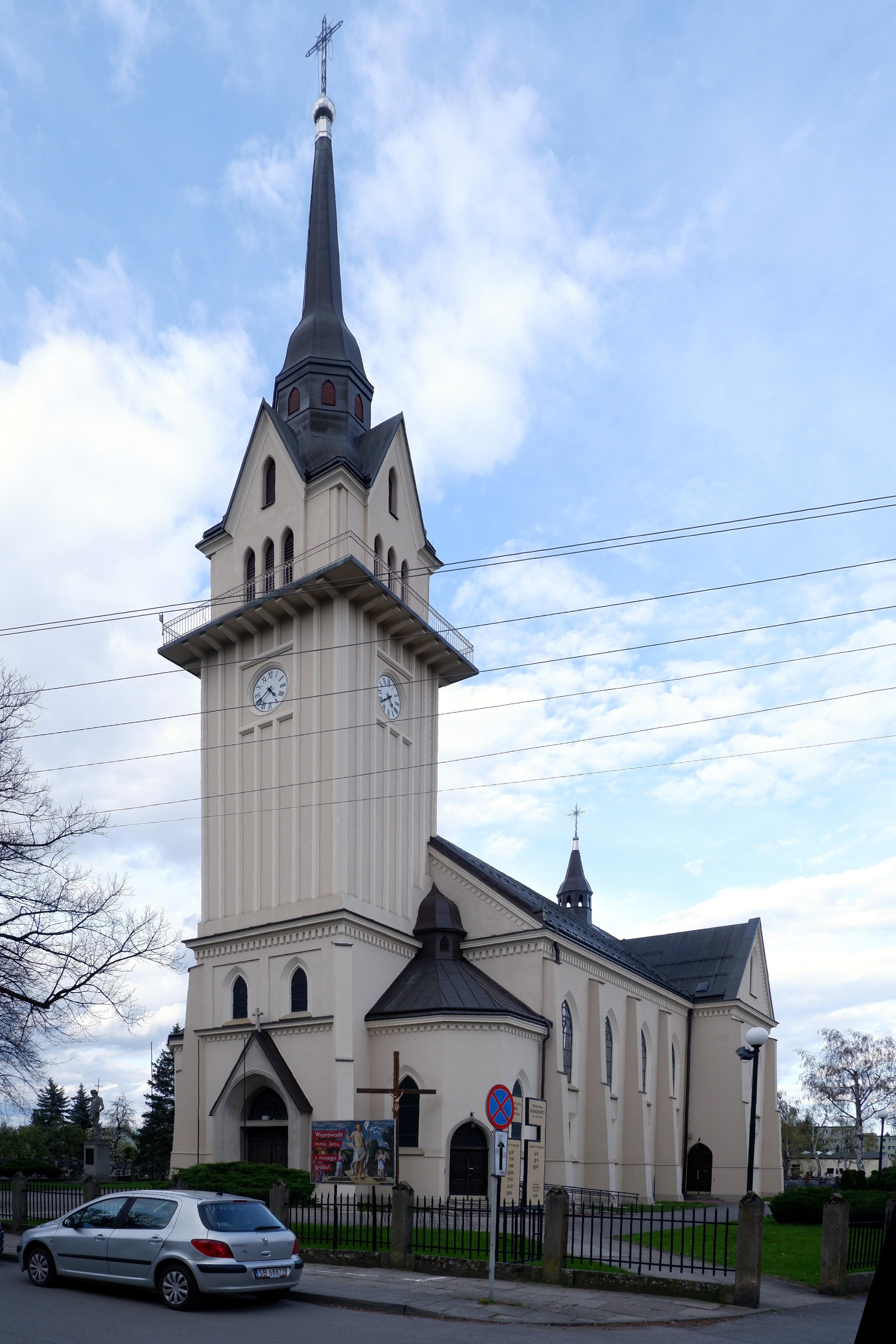
Kościół św. Jana Chrzciciela

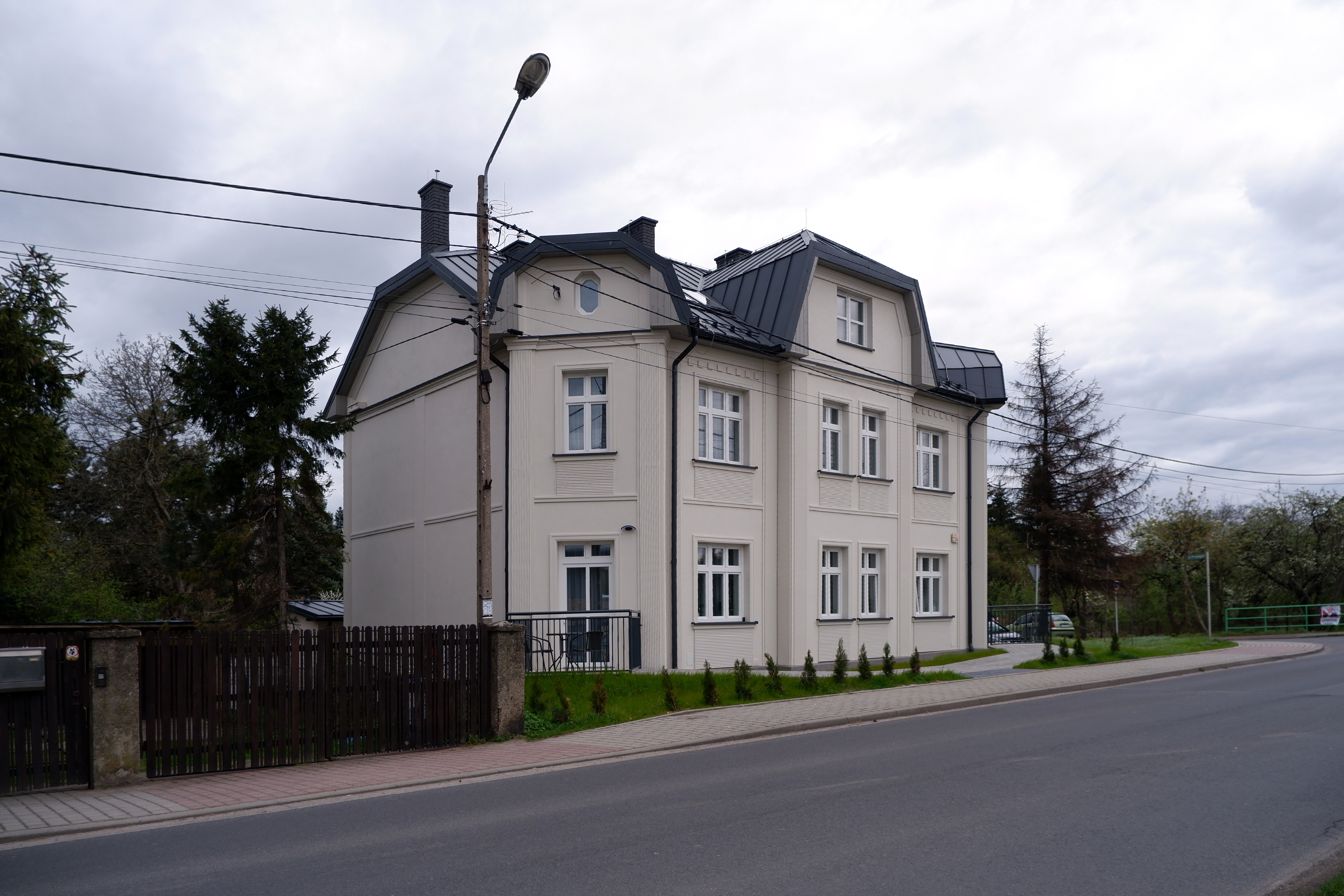
Międzywojenny budynek wielorodzinny przy ulicy Komorowickiej 224

Jedynym obiektem na terenie Komorowic wpisanym do rejestru zabytków jest katolicki kościół parafialny pw. św. Jana Chrzciciela (nr rej. A/344/11 z 4 lipca 2011). W sąsiedztwie kościoła znajduje się cmentarz, XIX-wieczna plebania, a także pomnik Jana Chrzciciela dłuta Ryszarda Sroczyńskiego z 1955 ulokowany w miejscu dawnej drewnianej świątyni z XVI wieku przeniesionej w latach 1948–1951 do Woli Justowskiej.
Inne obiekty historyczne:
- Dom Ludowy (Olimpijska 16) – zbudowany w 1919 jako Dom Młodzieży im. Jana Ignacego Paderewskiego z inicjatywy Katolickiego Stowarzyszenia Młodzieży, rozbudowany w 1971 na potrzeby wspólnej siedziby miejscowych organizacji kulturalnych i społecznych; obecnie (2024) mieści filię Miejskiego Domu Kultury i Książnicy Beskidzkiej, Ochotniczą Straż Pożarną, radę osiedla Komorowice Krakowskie oraz jest siedzibą stowarzyszeń lokalnych[78][79]

- Dwór Rosta (Ceramiczna 2) – wybudowany w pierwszej dekadzie XX wieku dla i według projektu Emanuela Rosta, bialskiego architekta i właściciela cegielni parowej w Komorowicach; od lat 90. XX wieku opustoszały i znajdujący się w coraz bardziej zaawansowanym stadium ruiny[80]
- Szkoła Podstawowa nr 30 (Mazańcowicka 34) – wybudowana jako szkoła powszechna dla Komorowic Śląskich w stylu modernistycznym w latach 1934–1936 według projektu Henryka Szołdry, powstała jako jedna z tzw. „grażynek” z inicjatywy wojewody Michała Grażyńskiego i pierwotnie nosiła jego imię[81]
- Szkoła Podstawowa nr 29 (Czereśniowa 20) – budowana jako szkoła powszechna dla Komorowic Krakowskich od 1938, do wybuchu II wojny światowej ukończona w stanie surowym, wykończona i oddana do użytku w 1948[49]
- Dom Pomocy Społecznej dla Przewlekle Chorych (Olimpijska 11) – budynek powstał jako w 1932 dom zakonny sióstr elżbietanek, w którym prowadzona była również ochronka dla dzieci, ambulatoryjna pomoc medyczna, a w okresie wakacyjnym ośrodek wypoczynkowy; po 1945 funkcjonował jako szpital przeciwgruźliczy, a do obecnej funkcji został zaadaptowany w latach 80. XX wieku[48]
- dawna piekarnia przy ulicy Komorowickiej 216 – budynek datowany na XVIII wiek[82]

Ponadto w gminnej ewidencji zabytków znajduje się kilkadziesiąt przykładów tradycyjnego budownictwa wiejskiego z XIX i początków XX wieku, jak też modernistycznych domów jednorodzinnych (i rzadziej wielorodzinnych, np. Komorowicka 224) z okresu międzywojennego.

## Kultura i media

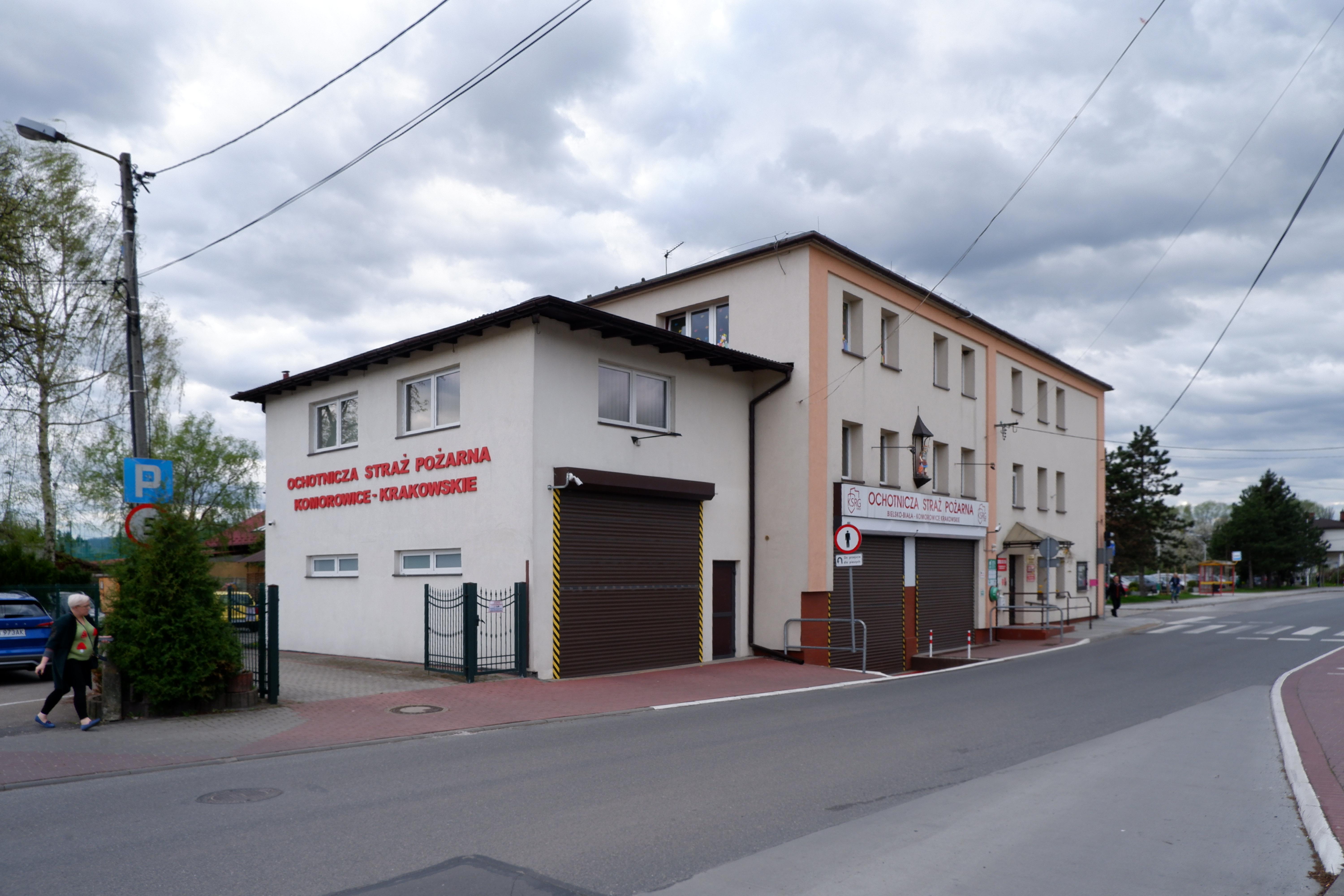
Budynek przy ulicy Olimpijskiej 16 mieszczący dzielnicowy dom kultury, OSP Komorowice Krakowskie, filia Książnicy Beskidzkiej i lokalne stowarzyszenia

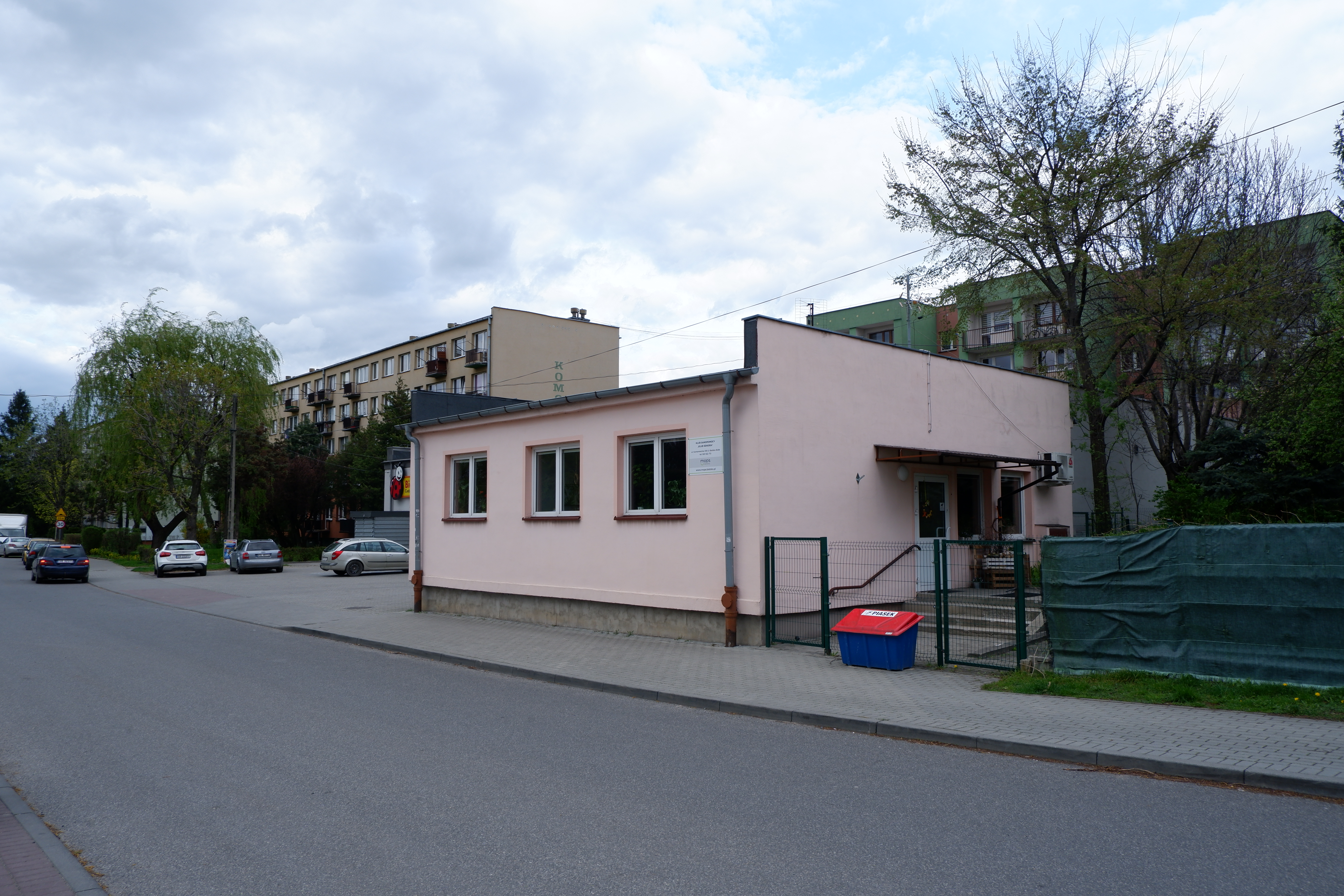
Klub Samopomocy „Klub Seniora”

Na terenie dzielnicy działalność prowadzi Dom Kulturowy w Komorowicach – jedna z trzynastu placówek Miejskiego Domu Kultury w Bielsku-Białej. Jego siedzibą jest budynek przy ulicy Olimpijskiej 16, dawny Dom Ludowy. W ramach dzielnicowego domu kultury działało w 2024 kilkanaście grup zainteresowań, m.in. Dziecięca Grupa Twórcza „Żabki”, grupa rytmiczna „Pszczółki”, dziecięcy zespół wokalny „Kontrasty”, Klub Kreatywnego Inżyniera „Flojamo”, zespoły taneczne dla dzieci „Synestezja” i „Biedronka”, Dziecięcy Chórek „Pinokio”, Chór Męski „Harfa”, a także grupa gimnastyczna, fitness, modelarska, garncarska, nauki gry na gitarze czy szachowa. 
W tym samym budynku, co dom kultury, ma swoją siedzibę jedna z siedemnastu dzielnicowych filii Książnicy Beskidzkiej, Komorowickie Stowarzyszenie Muzyczne oraz jednostka Ochotniczej Straży Pożarnej. Druga jednostka OSP mieści się w Komorowicach Śląskich przy ulicy Katowickiej 65. W niewielkim pawilonie przy ulicy Komorowickiej 336D działa Klub Samopomocy „Klub Seniora”.
Od 2017 działa Stowarzyszenie „Komorowice” (z siedzibą również przy ulicy Olimpijskiej 16), którego działalność skupiona jest na popularyzacji historii dzielnicy. Jego staraniem w 2024 wydana została monografia Komorowic.
Istnieje lokalny portal informacyjny komorowice.pl.
W komorowickim Domu Parafialnym im. ks. Franciszka Smolarka mieści się studio istniejącej od 1998 katolickiej rozgłośni radiowej diecezji bielsko-żywieckiej – radia Anioł Beskidów.

## Edukacja
W Komorowicach znajdują się:

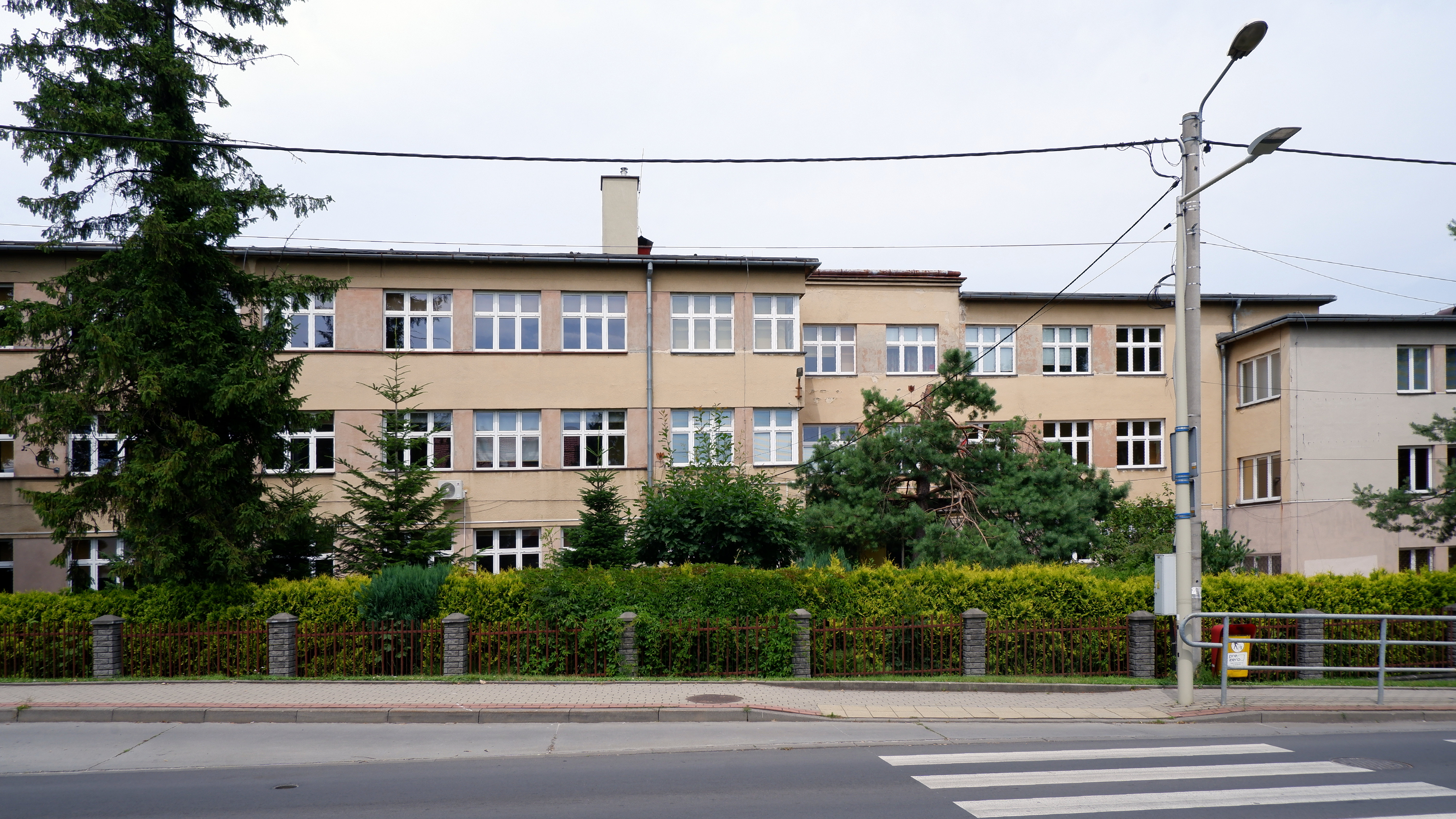
Szkoła Podstawowa nr 30

- Przedszkole nr 39 przy ul. Mazańcowickiej 37[91]
- Przedszkole nr 40 przy ul. Komorowickiej 338[92]
- Szkoła Podstawowa nr 29 im. Janusza Korczaka przy ul. Czereśniowej 20 – kontynuująca tradycję szkoły powszechnej dla Komorowic Krakowskich, w obecnym budynku mieszczącej się od 1946[93]
- Szkoła Podstawowa nr 30 im. Jana Pawła II przy ul. Mazańcowickiej 34 – kontynuuje tradycje polskiej szkoły powszechnej w Komorowicach Śląskich założonej w 1922, w obecnym budynku mieszczącej się od 1936 (w latach 1999–2018 jako Gimnazjum nr 14)[94]

## Przemysł

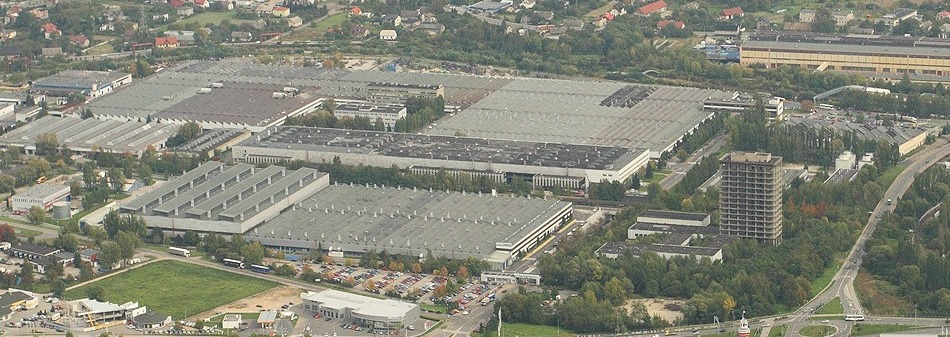
Widok lotniczy na kompleks Fiat Auto Poland w 2007

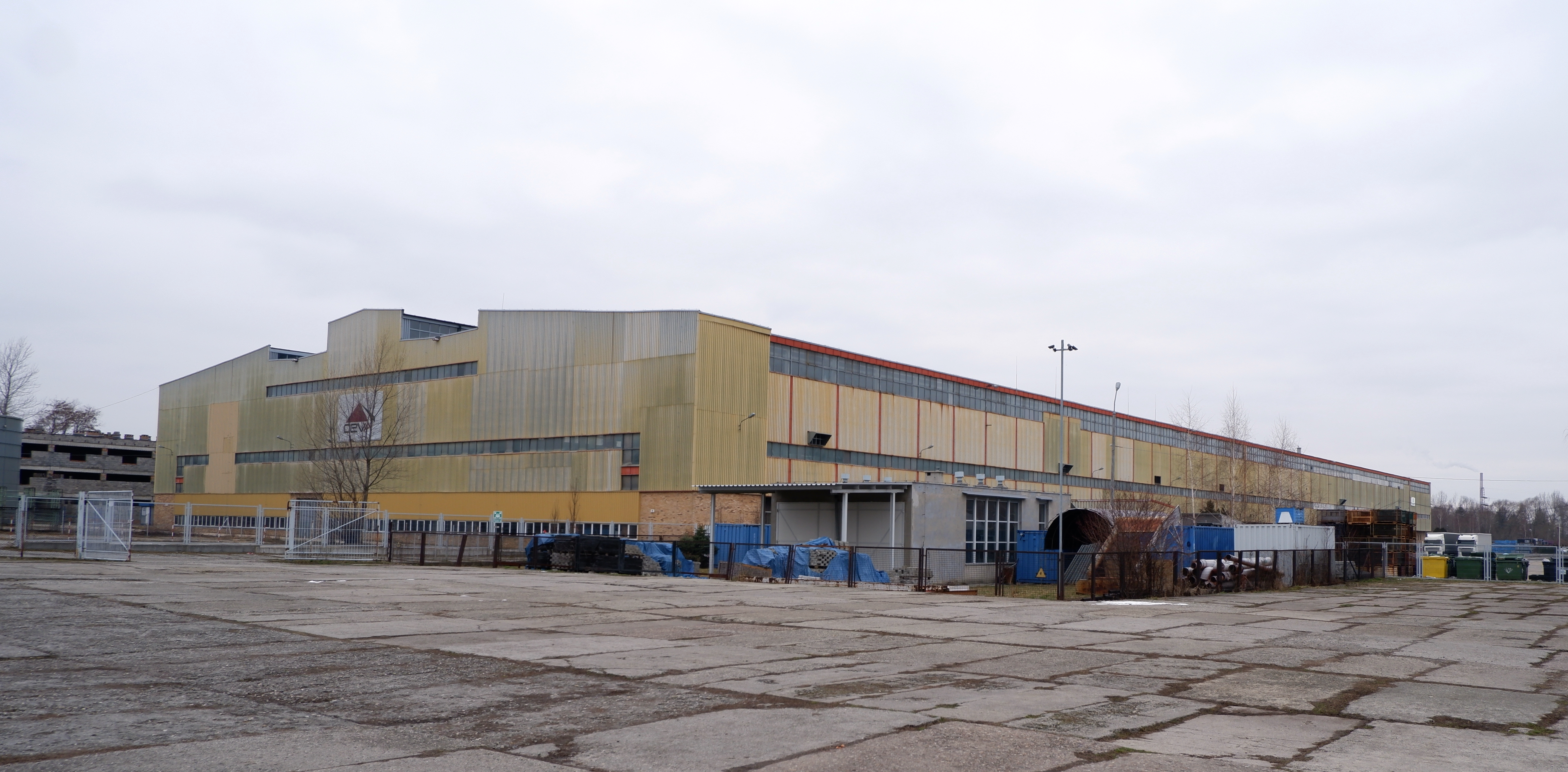
Hala przy ulicy Komorowickiej 87 wykorzystywana przez firmy Ceva i Grammer

Komorowice są jedną z najsilniej uprzemysłowionych dzielnic Bielska-Białej. Największy zwarty kompleks industrialny stanowi przestrzeń dawnej Fabryki Samochodów Małolitrażowych pomiędzy ulicami Grażyńskiego, Kwiatkowskiego, Węglową i Niepodległości. Istniejąca od lat 70. XX wieku fabryka, która wsławiła się przede wszystkim jako miejsce produkcji Polskiego Fiata 126p, została w 1992 sprywatyzowana i przejęta przez Fiat Auto Poland. W toku kolejnych fuzji przedsiębiorstw stała się w 2015 częścią koncernu Fiat Chrysler Automobiles, a od 2021 Stellantis. W 2024 została postawiona w stan likwidacji. Jednocześnie teren dawnego FSM stanowi od 2000 jeden z podobszarów Katowickiej Specjalnej Strefy Ekonomicznej. Poza Stellantis z tamtejszych hal korzystały w 2023 takie firmy jak Avio Aero (w Bielsku-Białej produkuje turbozespoły dla przemysłu lotniczego), Henkel (branża chemiczna), a także powiązane z motoryzacją Cornaglia, Electropoli i Marelli. W bezpośrednim sąsiedztwie ulokowana jest Fabryka Reduktorów i Motoreduktorów Befared. Wzdłuż ulicy Komorowickiej powstały począwszy od lat 70. XX wieku różne zakłady pomocnicze dla FSM, ich hale wykorzystywane są obecnie (2024) przez firmy z branży motoryzacyjnej (Grammer) czy logistycznej (Ceva). 
Drugi podobszar Katowickiej Specjalnej Strefy Ekonomicznej wytyczono w 2005 w północnej części Komorowic Krakowskich, w rejonie ulicy Bestwińskiej i sąsiedztwie miejskiej oczyszczalni ścieków. W 2024 znajdowało się tam sześć zakładów: Szczęśniak Pojazdy Specjalne (producent samochodów strażackich, ratowniczych i wojskowych), Takoni (producent wyrobów gumowych i poliuretanowych), Makita (dystrybucja i serwis narzędzi), TI Automotive (branża motoryzacyjna), MDM NT (producent m.in. membran dachowych, włóknin i laminatów) oraz Polmotors (branża motoryzacyjna).
Trzecim obszarem dużej koncentracji przemysłu jest północna część Komorowic Śląskich – rejon ulicy Konwojowej, Chochołowskiej i Centralnej. Do większych działających tam przedsiębiorstw w 2024 należały: Marbet (producent m.in. mebli i wyrobów styropianowych), Celma Indukta (fabryka silników), Adler (branża motoryzacyjna), Nisskosher (wytwórnia wódek gatunkowych), ZF Steering Systems (branża motoryzacyjna), Ceva (branża logistyczna), Metalfer (producent elementów metalowych głównie dla branży motoryzacyjnej), Sobik (przemysł spożywczy) oraz Przedsiębiorstwo Obrotu Wyrobami Hutniczymi Centrostal.

## Handel
W 2002 przy ulicy Warszawskiej w sąsiedztwie węzła drogowego Komorowice otwarto jedne z pierwszych w mieście hipermarkety: Castorama oraz Tesco. Ten drugi został w 2008 rozbudowany na centrum handlowe Pasaż Tesco, a w 2020 zamknięty w związku z wycofaniem się tej sieci handlowej z Polski. W 2024 rozpoczęto w tym samym miejscu budowę nowego parku handlowego.
Ponadto w 2024 działały na terenie Komorowic trzy supermarkety: Lewiatan przy ulicy Olimpijskiej 28 (wcześniej w tym miejscu Intermarché i Spar), Biedronka przy ulicy Komorowickiej 336b oraz Netto przy ulicy Daszyńskiego 51. W sąsiedztwie dawnej fabryki Fiata (ulica Węglowa, Warszawska, Katowicka) koncentrują się liczne salony samochodowe. W rejonie skrzyżowania ulic Żabiniec i Czarna funkcjonuje targowisko o nieuregulowanym statusie.

## Sport i turystyka
Ludowy Zespół Sportowy w Komorowicach powstał wkrótce po zakończeniu II wojny światowej, po pewnym czasie zaprzestał działalności, a w 1957 został reaktywowany. Wtedy w centrum miejscowości (przy dzisiejszej ulicy Laurowej) powstało boisko, znacząco rozbudowane w latach 1964–1971. Piłka nożna była jedyną sekcją zespołu. W 1984 LZS Komorowice został przemianowany na Robotniczy Klub Sportowy FSM Bielsko-Biała, który istniał do 1993, gdy fabryka zaprzestała finansowania jego działalności. W 1995 grupa miejscowych entuzjastów powołała do życia Dzielnicowy Klub Sportowy Komorowice. Dwa lata później połączył się on z mikuszowickim klubem Inter oraz Bielsko-Bialskim Towarzystwem Sportowym, dając początek klubowi BBTS Ceramed Komorowice, kilkukrotnie później przemianowywanemu aż do postaci TS Podbeskidzie Bielsko-Biała przyjętej w 2003. Ten przeniósł się na Stadion Miejski, natomiast z boiska w Komorowicach korzysta obecnie (2024) młodzieżowy klub BBTS Podbeskidzie (niezależny organizacyjnie, ale wywodzący się ze wspólnego pnia i współpracujący z TS Podbeskidzie) i odbywają się na nim treningi Akademii Podbeskidzia. W bezpośrednim sąsiedztwie znajduje się wielofunkcyjny kompleks boisk Szkoły Podstawowej nr 29 zmodernizowany i rozbudowany w latach 2021–2023. 
Przy ulicy Ceramicznej, w sąsiedztwie dworu Rosta, ma swoją siedzibę założony w 2010 młodzieżowy klub tenisowy BTK Advantage Bielsko-Biała. Dysponuje on kompleksem ogólnodostępnych kortów tenisowych, zarówno otwartych, jak i krytych.
Według listy umieszczonej na stronach Miejskiego Centrum Informacji Turystycznej w 2024 w Komorowicach istniały dwa obiekty noclegowe: zajazd Casa di Fulvio Maria Viola przy ulicy Młynówka 6 oraz pokoje gościnne klubu tenisowego BTK Advantage przy ulicy Ceramicznej 20. Ponadto w bezpośrednim sąsiedztwie granicy obrębu i osiedla Komorowice Krakowskie, przy ulicy Kryształowej 74, znajdował się dwugwiazdkowy hotel Passione.
Przez Komorowice ulicą Poligonową, Mazańcowicką, Komorowicką, Barkowską i Bystrą przebiega niebieski szlak rowerowy „Dookoła Bielska-Białej”. Znaczonych pieszych szlaków turystycznych brak, ale wokół cennych przyrodniczo terenów we wschodniej części dzielnicy wytyczono kilka ścieżek edukacyjnych: „Dolina Potoku Kromparek”, „Stawy Komorowickie” oraz „Storczykowe Łąki”.

## Religia

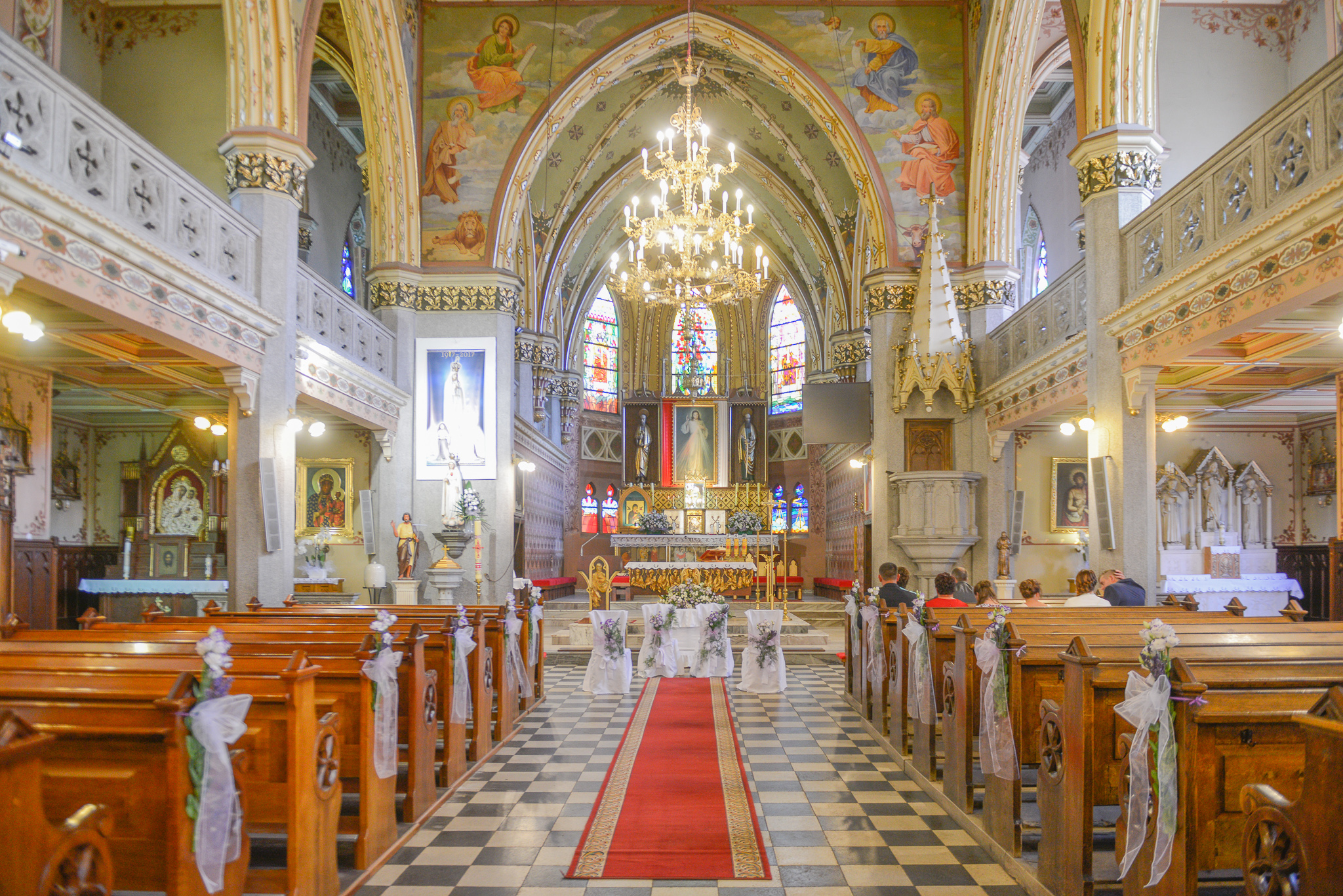
Wnętrze kościoła św. Jana Chrzciela

Historycznie (w XIX i pierwszej połowie XX wieku) w Komorowicach Krakowskich zdecydowanie przeważali katolicy, podczas gdy Komorowice Śląskie były miejscowością mieszaną katolicko-ewangelicką. Współcześnie brak jest szczegółowych danych statystycznych o strukturze wyznaniowej na poziomie dzielnicy.
Obie części Komorowic należą do rzymskokatolickiej parafii pod wezwaniem św. Jana Chrzciciela, która wchodzi w skład dekanatu Bielsko-Biała I – Centrum w diecezji bielsko-żywieckiej (do 1992 krakowskiej). Kościół parafialny – wzniesiony w obecnej postaci w okresie międzywojennym – znajduje się w centrum Komorowic Krakowskich przy ulicy św. Jana Chrzciciela 14. Sąsiaduje z nim cmentarz oraz oddany do użytku w 2002 Dom Parafialny im. ks. Franciszka Smolarka, w którym mieści się m.in. studio diecezjalnego radia Anioł Beskidów. Na Obszarach erygowano w 1991 odrębną parafię Matki Bożej Fatimskiej z nowo wybudowanym kościołem przy ulicy Krausa i cmentarzem przy ulicy Przęcietnej.
W Komorowicach nie istnieją obecnie (2024) świątynie żadnych innych wyznań, przy ulicy Katowickiej w śląskiej części dzielnicy znajduje się natomiast niewielki cmentarz ewangelicko-augsburski administrowany przez parafię Bielsko (przy kościele Zbawiciela).

## Transport

### Sieć drogowa

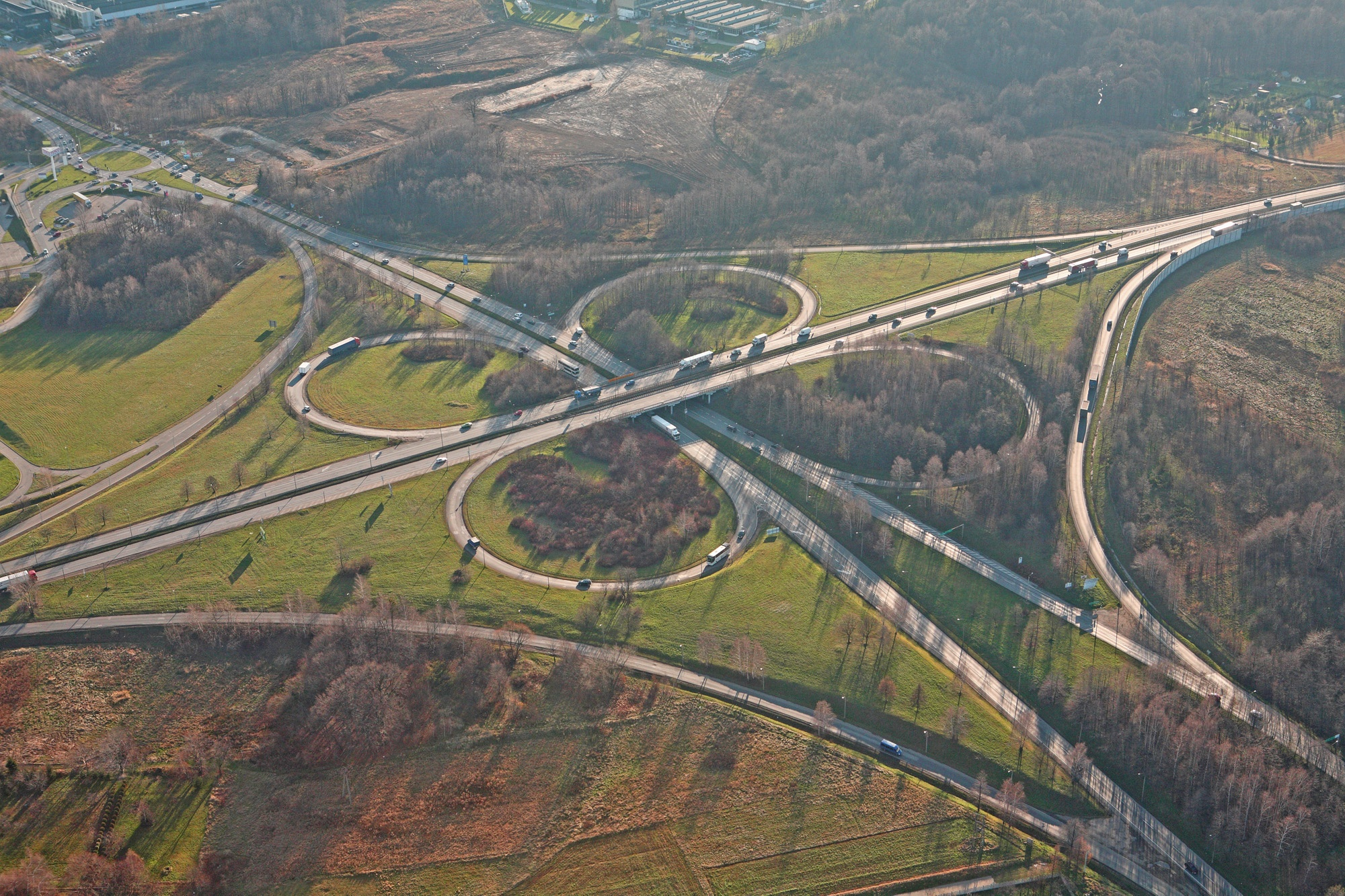
Węzeł drogowy Bielsko-Biała–Komorowice z lotu ptaka

Przez Komorowice przebiega droga ekspresowa S52, która stanowi zarazem północno-wschodnią obwodnicę Bielska-Białej (jej poszczególną odcinki noszą nazwę: ulica Bohaterów Monte Cassino, ulica Niepodległości oraz aleja św. Jana Pawła II). Na węźle drogowym Bielsko-Biała–Komorowice położonym w południowo-zachodniej części dzielnicy łączy się ona z zaczynającą tu swój bieg drogą krajową nr 1 w kierunku Katowic (ulica Warszawska), a na węźle drogowym Bielsko-Biała–Rosta położonym w części południowo-wschodniej z drogą wojewódzką nr 940 stanowiącą wewnątrzbielski łącznik między drogami krajowymi (dalszy odcinek ulicy Niepodległości). 
Status drogi powiatowej mają następujące ulice na terenie Komorowic:
- Bestwińska – część drogi nr 4465S, wylotowa w kierunku Bestwiny
- Czerwona – droga nr 7428S
- Daszyńskiego – część drogi nr 4465S
- Eugeniusza Kwiatkowskiego – droga nr 7438S
- Hałcnowska – droga nr 7428S, połączenie z Hałcnowem
- Katowicka – część drogi nr 4116S, wylotowa w kierunku Czechowic-Dziedzic
- Komorowicka – część drogi nr 4465S (od strony śródmieścia do skrzyżowania z Daszyńskiego) oraz droga nr 7435S (między Daszyńskiego a Bestwińską)
- Mazańcowicka – część drogi nr 4426S, wylotowa w kierunku Mazańcowic
- Warszawska – część drogi nr 7477S, odcinek na południe od węzła drogowego Bielsko-Biała–Komorowice w kierunku śródmieścia

### Kolej

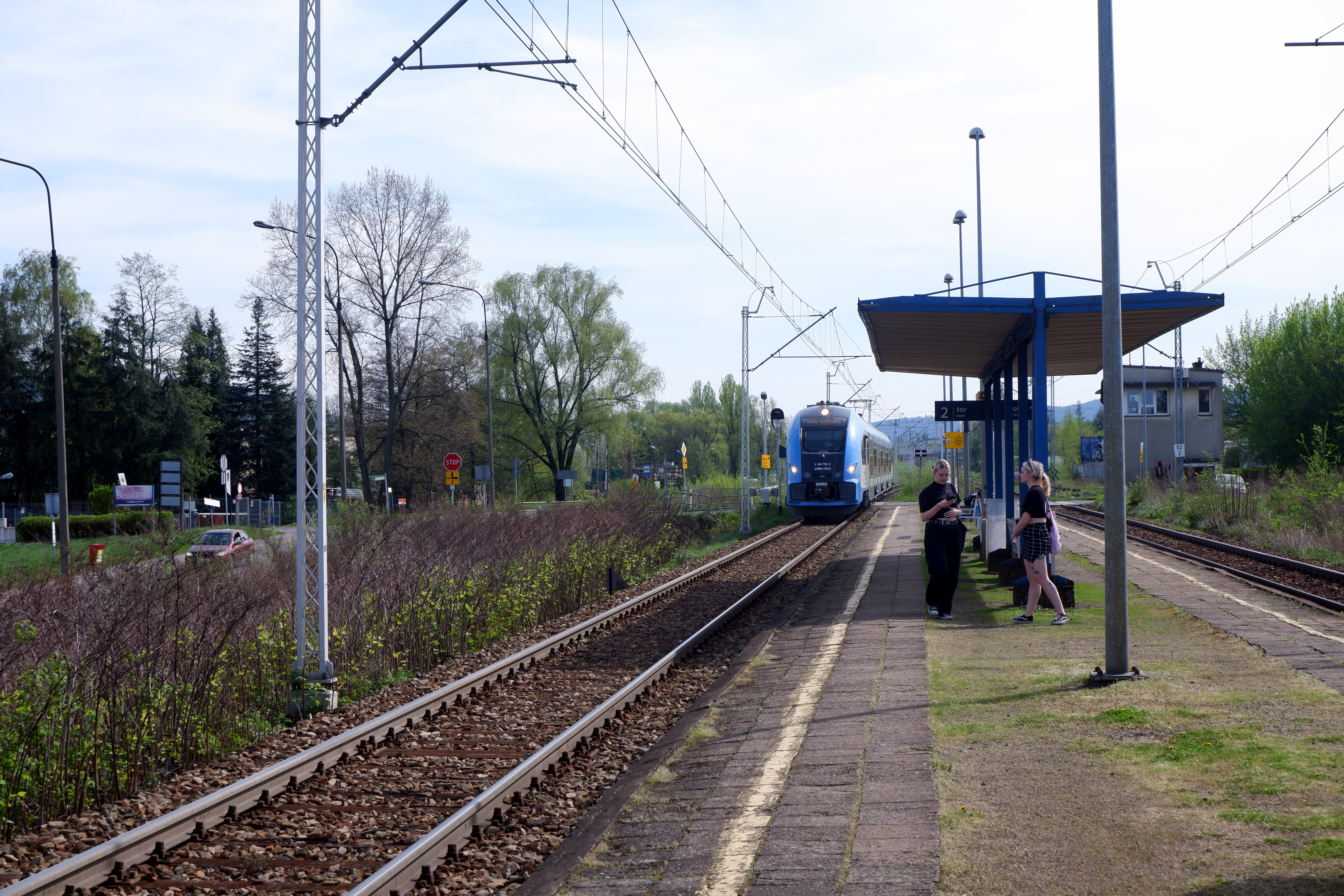
Przystanek kolejowy Bielsko-Biała Komorowice

Przez Komorowice przebiega linia kolejowa nr 139 Katowice – Zwardoń. Przystanek kolejowy Bielsko-Biała Komorowice znajduje się w północnej części Komorowic Śląskich, w rejonie ulicy Chochołowskiej. Ponadto w obrębie kompleksu przemysłowego FSM/Fiata usytuowany jest przystanek Bielsko-Biała Północ. Oba są obsługiwane przez pociągi osobowe Kolei Śląskich linii S5. 

### Komunikacja autobusowa
Komorowice są obecnie (2024) obsługiwane przez siedem linii autobusowych MZK Bielsko-Biała (3, 12, 29, 32, 33, 50, szczytowa 19, nocna N2), jedną linię PKM Czechowice-Dziedzice (VII) oraz trzy linie Komunikacji Beskidzkiej (101, 102, 129). Wliczając w skład dzielnicy również Obszary doliczyć trzeba ponadto linie 13 i 13w MZK Bielsko-Biała kursujące ulicą Czerwoną. Najczęściej kursującymi liniami przejeżdżającymi przez centrum Komorowic Krakowskich są 3 i VII, natomiast przez centrum Komorowic Śląskich – VII i 50. Łącznie w obrębie dzielnicy znajduje się 27 przystanków autobusowych (wraz z przystankami na Obszarach: 30).